# Storia di Cartagine

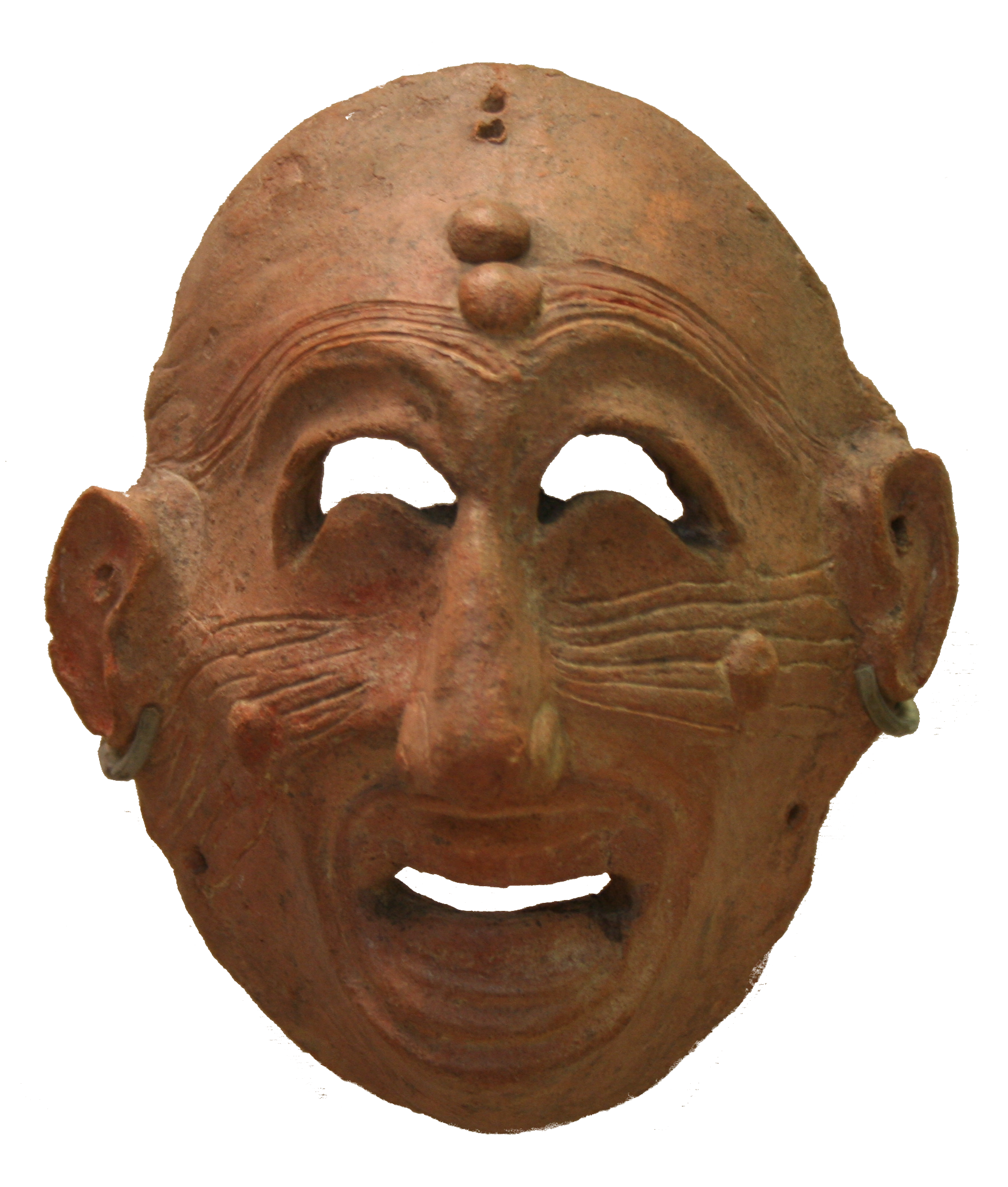
Maschera Cartaginese del VII- VI sec a.c:, Museo del Louvre

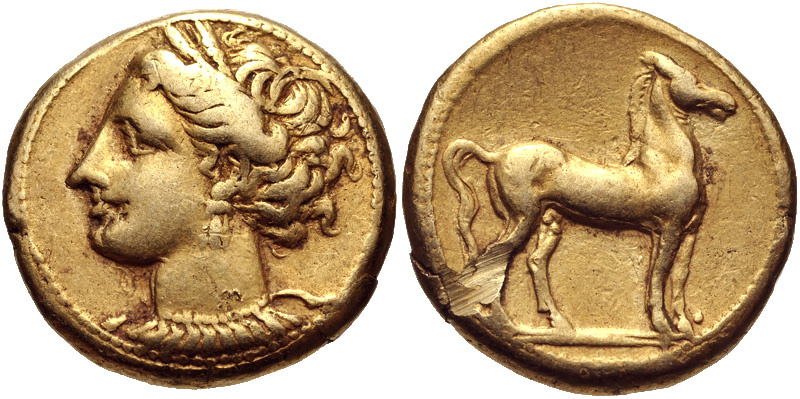
Siclo del 310-290 av. J.-C.

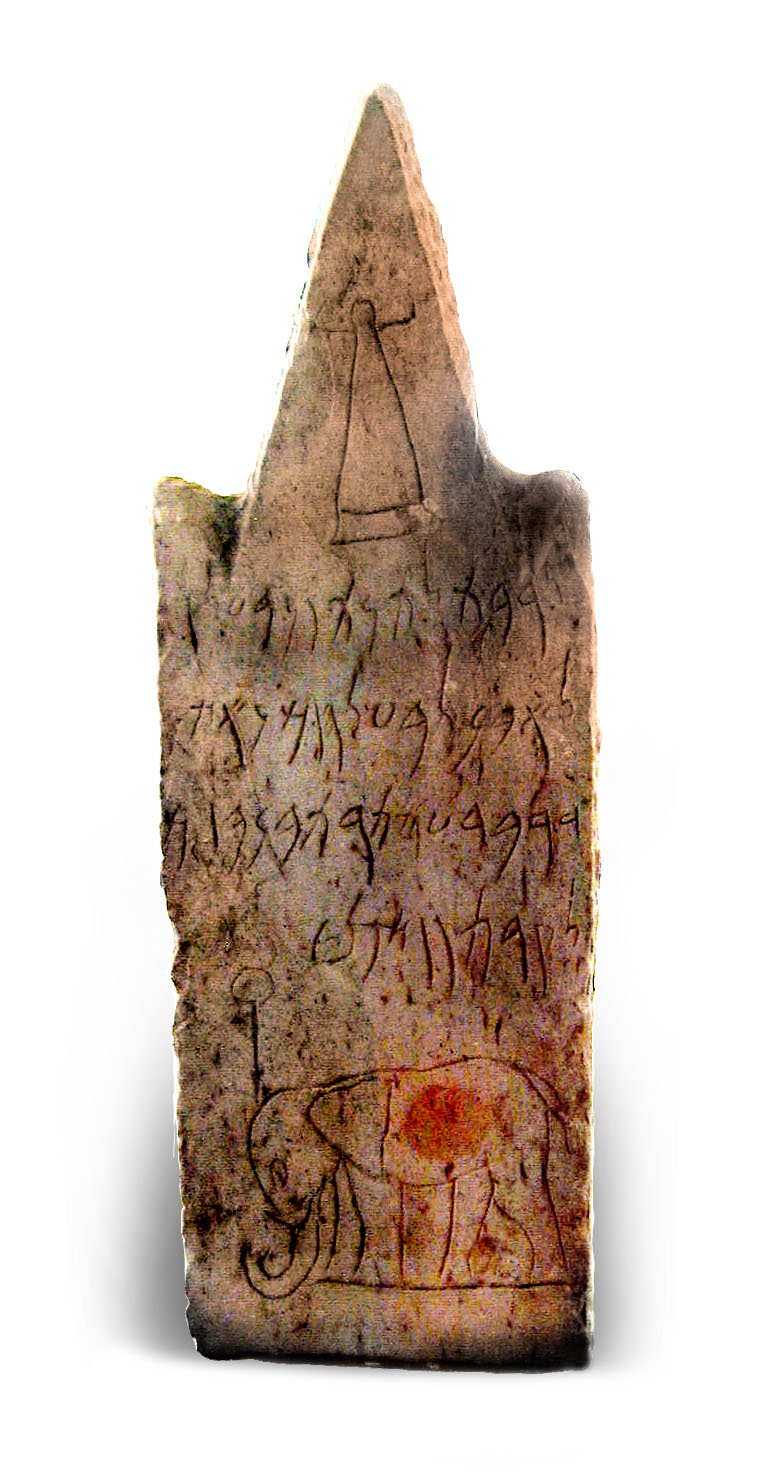
Rappresentazione di un elefante su una stele di calcare del Museo di Cartagine (III - II secolo a.C.)

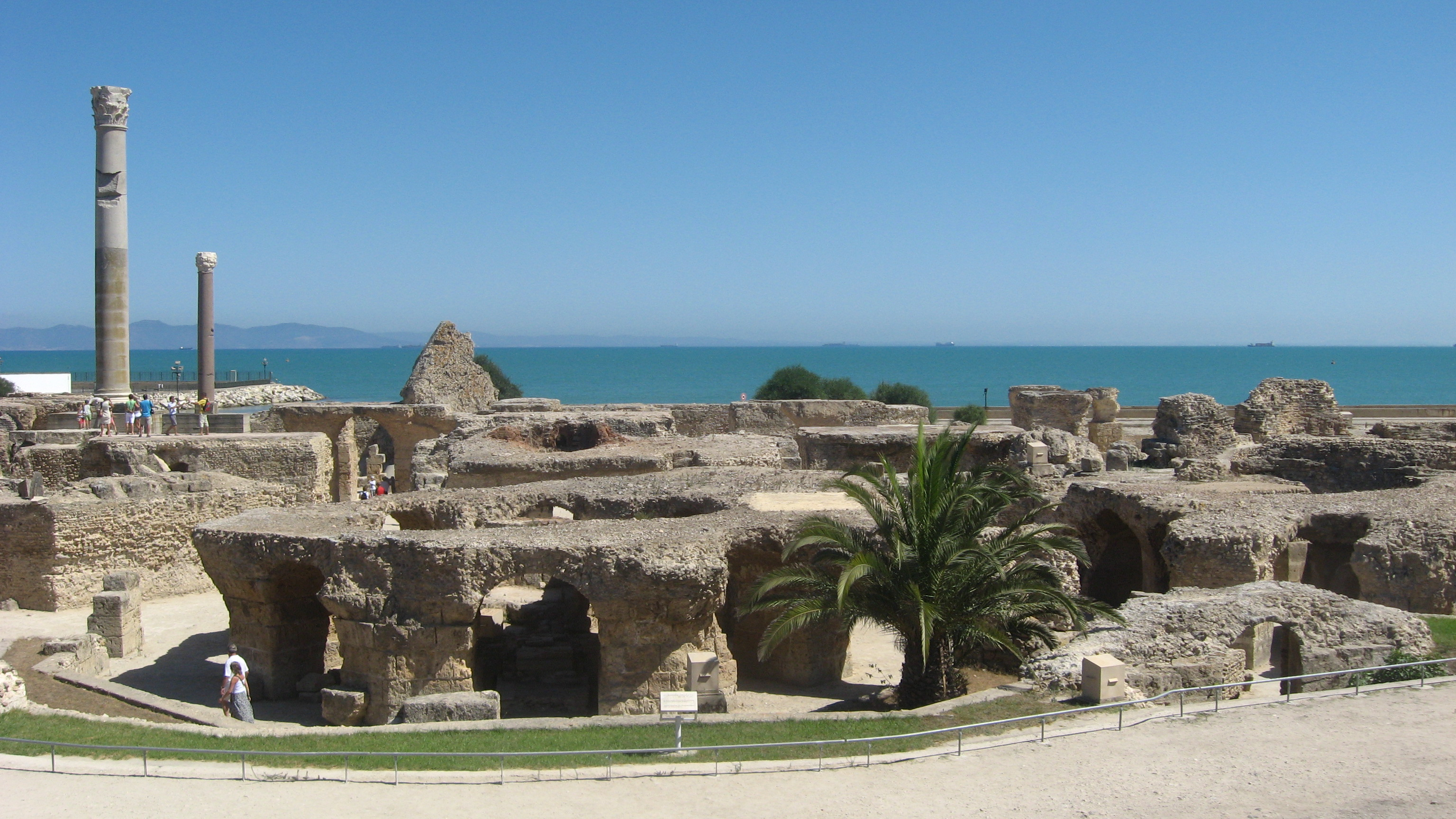
Rovine delle Terme di Antonino, i resti più imponenti dell'urbanistica romana nella capitale di proconsolare d'Africa (II secolo)

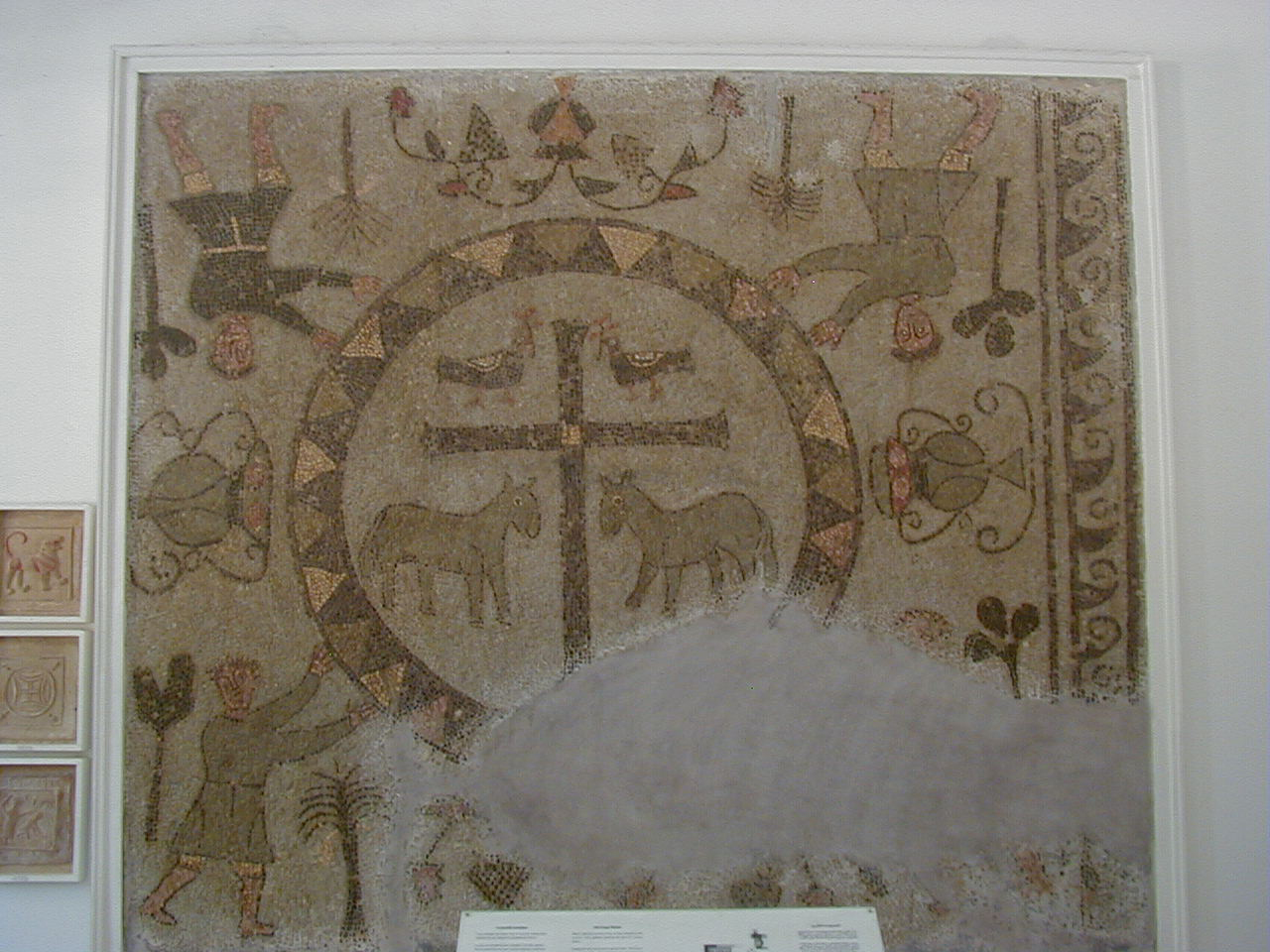
Mosaico dei quattro evangelisti della casa di vicus castrorum, museo nazionale di Cartagine

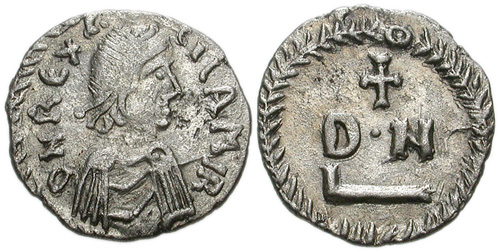
valuta del re vandalo Gelimero, VI secolo

La storia di Cartagine non è facile da studiare almeno nella sua componente fenicio - punica a causa della sua sottomissione da parte dei romani alla fine della terza guerra punica nel 146 a.C. Restano in effetti che poche fonti primarie cartaginesi e quelli disponibili sollevano più domande piuttosto che aiutare nella comprensione della storia della città.
Alcuni testi punici sono stati tradotti in greco o latino, come iscrizioni su monumenti del Nord Africa. Tuttavia, la maggior parte delle fonti rimane disponibile attraverso autori greci e romani: Tito Livio, Polibio, Appiano, Cornelio Nepote, Silio Italico, Plutarco, Dione Cassio ed Erodoto. Questi autori provengono da culture spesso in rivalità con Cartagine: i Greci contestarono il primato in Sicilia e i Romani entrarono in guerra contro la città. Queste fonti scritte da stranieri non sono sempre prive di pregiudizi. Tuttavia, recenti scavi hanno scoperto fonti primarie più affidabili, sebbene rimangano insufficienti; il prodotto di alcuni scavi conferma gli aspetti della vita a Cartagine come descritti da autori antichi, ma altri no, molte scoperte rimangono ancora poco probanti.
Come tutte le stazioni commerciali fenicie, Cartagine deve, in segno di fedeltà e pietà, rendere omaggio a Tiro. Tuttavia, il declino di quest'ultima contro l'avanzata dei Greci avrebbe incoraggiato la città punica a diventare indipendente durante la seconda metà del VII secolo a.C. Un secolo e mezzo dopo la fondazione della città, i Cartaginesi si stabilirono nelle Isole Baleari, secondo un'interpretazione di un testo di Diodoro Siculo, quindi dominarono la parte occidentale della Sicilia, la Sardegna meridionale e, alleati degli Etruschi, respinsero i Greci fuori dalla Corsica durante la battaglia di Alalia dal 540 al 535 a.C. Hanno poi controllato tutto il commercio e la navigazione nel Mediterraneo occidentale, e hanno conquistato molti territori all'interno e al di fuori dell'Africa: Mauretania, Numidia, Iberia, Ibiza, Sicilia, Sardegna e Corsica. Come nel caso di Roma, sua nemica mortale, il nome della città comprende tutti i territori sotto la sua giurisdizione.
La terra di Sicilia è un luogo di confronto dei punici e dei Greci nel lungo ciclo delle guerre siciliane V-IV sec. a.C. L'isola è la fonte del primo ciclo delle guerre puniche tra la Repubblica Romana e la potenza cartaginese e si conclude con la sconfitta di quest'ultima. La città riesce a riprendersi, soprattutto a causa delle conquiste nella penisola iberica, ma la seconda guerra punica con l'epopea di Annibale Barca termina anche con la sconfitta e la fine dell'imperialismo cartaginese. L'ultimo conflitto è irregolare, anche se la città resiste tre anni prima di essere annientata.
Dopo la distruzione del 146 a.C., la città viene ricostruita dai vincitori e ribattezzata Colonia Iulia Karthago, anche se non riacquista mai l'importanza che era sua: trova, tuttavia, una certa aura attraverso il suo ruolo di capitale proconsolare e il suo ruolo importante nella diffusione del cristianesimo. Dalla conquista vandalica, tuttavia, la città occupa un ruolo sempre più secondario, il Medioevo vede, se non il suo abbandono, almeno una bassa occupazione del sito.

## Colonizzazione fenicia

### Fenici

Rotte commerciali dei Fenici dal Levante al bacino del Mediterraneo occidentale

Nel X secolo a.C., le varie popolazioni dell'area culturale siriano-palestinese, che abitavano un territorio corrispondente all'attuale Libano, stavano espandendo le loro città marittime nonostante la divisione politica. Cambiamenti profondi avvengono intorno al 1200 a.C., quando le città si sviluppano e diventano potenti. Esse parlano una lingua semitica chiamata fenicio, simile all'antico aramaico, ebraico e arabo.
Di fronte a un entroterra limitato, lo sviluppo poteva provenire solo dal mare, di conseguenza i Fenici vivevano di commercio e avevano porti importanti, questo sviluppo era collegato ai progressi nella costruzione navale come l'uso del bitume. Questo stato di cose fu il fattore scatenante del fenomeno della colonizzazione: è dalla loro città principale di Tiro che vengono fondati porti commerciali in tutto il bacino del Mediterraneo.
I Greci designano questo popolo sotto il nome di "Fenici" o Φοινικήϊος, un termine dalla parola greca "porpora" (φοῖνιξ o phoĩnix), una specialità diffusa dai commercianti fenici ed emessa dalla conchiglia chiamata murex. Il termine "punico" che qualifica i fenici occidentali significa "fenicio" in latino.

### Estensione degli empori fenici
L'espansione fenicia è ancora al centro di un intenso dibattito.
Per garantire gli scali alla loro flotta mercantile e mantenere un monopolio sulle risorse naturali delle regioni del Mediterraneo, i Fenici stabilirono numerose colonie sulla costa. La ricerca di materie prime, in particolare di minerali, era uno degli obiettivi principali di questo movimento. Il minerale cercato era argento, stagno e rame, senza dimenticare l'oro. Pertanto fondarono questi empori a fini commerciali - per pagare l'omaggio richiesto da Tiro, Sidone e Byblos - ma anche per paura di una presa totale dei Greci sul Mediterraneo, il che avrebbe significato la rovina del loro commercio. 
Dopo una serie di creazioni coloniali nel Mediterraneo orientale, in particolare a Cipro e Rodi, le più antiche fondazioni nel Mediterraneo occidentale erano Lixus, Gades nel 1110 a.C. e Utica nel 1101 a.C. La prima fase è considerata "pre-coloniale", essendo la colonizzazione strettamente connessa agli insediamenti e più certa nel VII secolo a.C.
Gli impianti fenici e cartaginesi non sono facili da distinguere. Secondo quanto riferito, circa 300 empori cartaginesi erano presenti in Nord Africa al tempo della terza guerra punica secondo Strabone. Inoltre, Cartagine possedeva città nella penisola iberica e, in misura minore, sulle coste dell'attuale Libia. I Fenici alla fine controllavano Cipro, la Sardegna, la Corsica e le Isole Baleari, nonché i beni minori a Creta e in Sicilia. Queste due isole erano in costante conflitto con i Greci. Per un periodo di tempo limitato, i Fenici mantenevano il controllo di tutta la Sicilia; l'isola passò quindi sotto il dominio di Cartagine, che a sua volta mandava nuovi coloni a fondare altri empori o a rafforzare quelli che si separavano da Tiro e Sidone. Per quanto riguarda il posizionamento centrale del sito di Cartagine, fu una delle cause dell'installazione dei Fenici su questo sito, al fine di fornire una risposta ai pericoli che rappresentavano per il commercio fenicio il potere assiro e la concorrenza ellenica.
I primi empori si trovano sulla doppia strada dei minerali iberici, verso lo spazio chiamato Tarsis dalle fonti bibliche o Tartesso, anche se queste denominazioni rimangono incerte: da un lato, lungo la costa africana, e dall'altro in Sicilia, Sardegna e Isole Baleari. Se Tiro rimane il centro economico e politico del mondo fenicio, la città perde gradualmente il suo potere dopo molti assedi, fino alla sua distruzione da parte di Alessandro Magno. Anche se ogni emporio pagava un tributo a Tiro o Sidone, nessuna delle due città aveva alcun controllo reale su di essi. Questa politica portò al raduno di diverse colonie iberiche a fianco dei romani durante le guerre puniche.

## Fondazione di Cartagine: leggenda e storia

### Leggenda

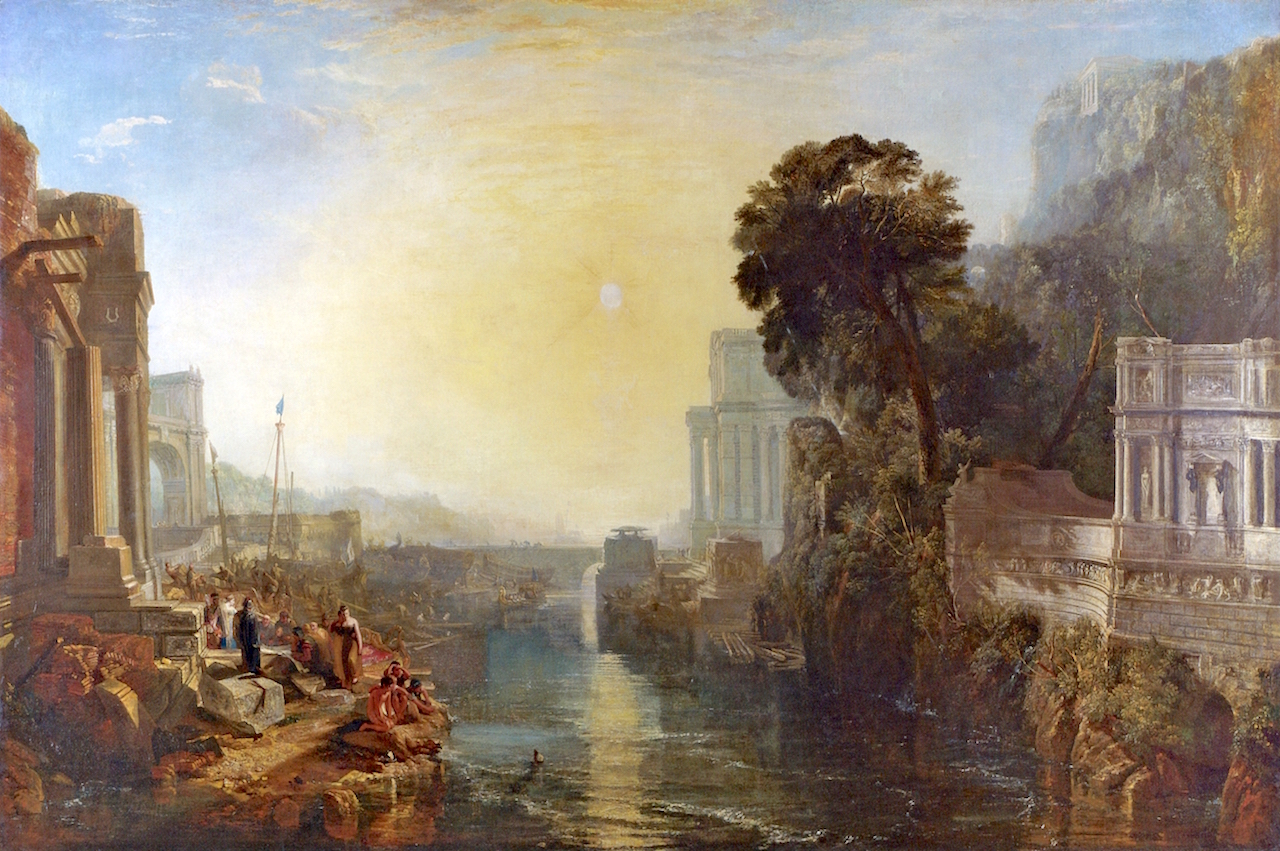
Didone costruisce Cartagine, di Turner (1815)

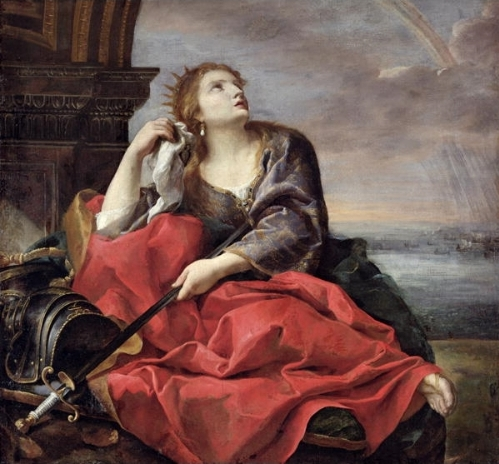
Didone abbandonata di Andrea Sacchi, 1630-1635, Museo di Belle Arti di Caen

Secondo la tradizione trasmessa dalle fonti letterarie, la città di Qart Hadasht - che deve essere tradotta come "Città nuova" o "Nuova Capitale" - fu fondata dalla regina Elyssa. Figlia del re di Tiro Muttoial o Belo II, fuggì dalla Fenicia quando suo fratello Pigmalione uccise suo marito Sicheo (anche chiamato Acerbas), sommo sacerdote di Melqart, per guadagnare potere e soprattutto per rubare la sua ricchezza. La principessa sottrasse i tesori e fuggì con i servi temendo la repressione del nuovo sovrano. Elyssa, scritto anche Alissa, è chiamata Didone tra i romani, sebbene questo secondo nome sia presente nelle fonti greche sotto forma di Deidô; l'eroina fu chiamata dagli indigeni con il nome "l'Errante".
Dopo una sosta a Cipro, Élyssa si stabilisce sulle coste dell'Africa, nell'odierna Tunisia, con altri abitanti di Tiro, alcuni dei quali erano dei notabili che hanno abbandonato la città e alcune vergini cipriote rapite quando erano devote alla prostituzione sacra. È quindi un contingente eterogeneo che sarebbe all'origine di una delle più grandi città dell'antichità. La tradizione più comunemente accettata risale alla fondazione della città nell'814 a.C. Secondo le tradizioni più diffuse, il re del paese, Iarba, accettò di offrire loro un territorio "grande quanto poteva essere coperto da una pelle di manzo". Elyssa, usando un trucco punico (punica fides), ha poi tagliato la pelle in strisce con cui ha circondato un territorio sufficiente per costruire una cittadella, gli arrivati hanno pagato un tributo al re locale. Questo territorio, chiamato Byrsa ("manzo"), diventerà il centro storico della città punica.
Il resoconto della fondazione fornisce una spiegazione del nome della cittadella di Cartagine e stabilisce l'astuzia usata dai Fenici nei confronti delle popolazioni autoctone percepite come ingenue. Quindi interviene un episodio inteso a spiegare il destino della città: i nuovi arrivati scoprono la testa di un toro, questo evento viene considerato un presagio di duro lavoro. Scavando altrove, trovano una testa di cavallo, animale considerato più nobile e più propizio alla nuova città. La leggenda di questa creazione finisce tristemente, perché Elyssa si sarebbe gettata nel fuoco per proteggere la sua città e rimanere fedele a suo marito, tre mesi dopo che il re Iarba aveva richiesto il matrimonio con la nuova arrivata. L'amore di questa donna e del principe Enea fu cantato da Virgilio ne l'Eneide. Durante il suo viaggio per fondare una nuova Troia, Enea raggiunge il suolo africano e si ferma lì dopo una tempesta. Viene accolto dall'arrivo di Élyssa con sua sorella Anna.
Tra loro nasce una grande passione, ma viene interrotta dagli dei dell'Olimpo, che ricordano all'eroe troiano che deve riprendere il suo viaggio per fondare una nuova capitale, in questo caso Roma. Quando Enea lascia Cartagine, Elyssa, incapace di sopportare questo abbandono, preferisce uccidersi su una pira dopo essersi trafitta con la spada che le aveva regalato. L'ombra di Didone rifiuta di perdonare Enea che incontra all'inferno, accompagnata dalla sibilla Cumana, e rifiuta di rispondere alle sue domande.
I Fenici di Tiro che arrivano a Cartagine danno alla città la sua divinità poliade: Melqart. Cartagine invia quindi un'ambasciata ogni anno per fare un sacrificio nella sua città di origine, anche se la principale coppia divina è composta da Tanit e Ba'al Hammon.

### Datazione, fondazione e storia interna di Cartagine
Due tradizioni pongono la fondazione della città di Cartagine dai tempi della guerra di Troia, nel XIII secolo a.C., o dell'anno 814 a.C. La bassa tradizione che colloca la fondazione alla fine del IX secolo a.C. prevale per il numero di menzioni. Le alte date rivelate dalle tradizioni letterarie non sono verificate dalle tracce materiali, alcune hanno posto le fondamenta delle altre città fenicie di Lixus e Utica nel VII secolo a.C., ipotesi respinta da Serge Lancel a causa dell'impossibilità per le città del Levante di lanciare tali spedizioni in quel momento perché segnate da grandi difficoltà legate all'assalto assiro. Il deposito di ceramiche chiamato "Cappella Cintas" al tofet di Cartagine ha portato a un dibattito sui primi giorni della città, lo scopritore tuttavia rinuncia alla propria tesi.
Storici e archeologi datano i primi elementi archeologici di Cartagine dalla metà dell'VIII secolo a.C., dopo una datazione alla fine del primo terzo del VII secolo a.C. proposto. Il divario tra tradizione e prove archeologiche è stato notevolmente ridotto, in particolare a causa dei progressi negli scavi effettuati durante la campagna UNESCO e anche in Andalusia. L'assenza di precedenti tracce archeologiche può essere compensata dal modo in cui risalgono le ceramiche proto-corinzie, le cui date non sono assolutamente precise nello stato attuale delle conoscenze.
Tuttavia, la data dell'VIII secolo a.C. non viene immediatamente scartato, la data tradizionale della fine del IX secolo appare sempre meno improbabile quando si collegano scoperte archeologiche recenti e fonti letterarie.
La città non è solo un emporio fin dall'inizio, perché ha un "destino particolare" secondo Lancel. L'installazione in Africa avviene con un contatto, se non una coesistenza, con un potere locale il cui nome persiste nella denominazione di un distretto territoriale, il pagus Muxi. La civiltà cartaginese è quindi il prodotto, il "trapianto riuscito", di una mescolanza tra arrivi levantini e contributi paleo-berberi. Ancora agli inizi del VI secolo a.C., la città africana rimane rivolta verso il mare, soprattutto verso est, ma anche la penisola iberica, la Sicilia e il mondo etrusco.
La storia interiore e l'organizzazione politica di Cartagine non possono essere scritte secondo Maurice Sznycer e Gilbert Charles-Picard, per mancanza di documenti primari utilizzabili. Gli autori greci e latini danno una visione troncata, sebbene essenziale dato lo stato della documentazione disponibile per studiarli.
Dopo la figura del fondatore, Giustino evoca il ruolo di Malco, un soldato che visse a metà del VI secolo. Dopo aver vinto vittorie, una grave sconfitta in Sardegna ha provocato un'azione di forza alla fine della quale sarebbe stato giustiziato. Il IV secolo sarebbe stato un periodo importante di transizione politica, con le persone che occupavano più spazio attraverso i suffeti a partire dal III secolo.

### Fratelli Fileni
Sallustio e l'autore di Periplo di Scilace raccontano come sarebbe stato fissato il limite territoriale tra punici e greci nel Nord Africa. Per decidere un confine con la colonia greca di Cirene (ora Libia), invece di intraprendere un conflitto armato, le due città concordarono sul fatto che ognuna avrebbe dovuto inviare lo stesso giorno una spedizione lungo la costa, la frontiera sarebbe divenuto il punto d'incontro.
I Cartaginesi, guidati dai fratelli Fileni, marciano giorno e notte, in modo da incontrare i Cirenesi molto più vicini a Cirene che a Cartagine, nella parte inferiore del Golfo della Grande Sirte, nell'attuale Libia. I Cirenesi quindi li accusarono di essere andati via prima della data concordata e dichiararono che avrebbero riconosciuto questo confine solo se i fratelli Fileni fossero stati sepolti vivi sul posto. Per devozione alla loro città, accettarono, per cui Sallustio segnala la presenza di un altare dei fratelli Fileni. Di questo altare non c'è alcuna traccia e molti dibattiti hanno avuto luogo sin dall'antichità al riguardo. Alcuni autori come Strabone evocano colonne, altri come Plinio il Vecchio evoca strutture naturali.
La frontiera politica ed economica fu stabilita permanentemente in questo luogo, anche se il V e il IV secolo videro un incremento dell'occupazione costiera al di sotto di essa.

## Espansione

Aree di influenza nel Mediterraneo occidentale nel 509 a.C.

È difficile per archeologi e storici distinguere tra Fenici e Punici negli scavi dei più antichi siti fenicio-punici occupati, in particolare nell'Africa settentrionale; questa distinzione era ugualmente difficile per i contemporanei del VII secolo a.C. La specifica di Cartagine è principalmente tra il VI e il V sec a.C.

### Caratteristiche dello spazio fenicio-punico del Mediterraneo occidentale
L'"impero" punico che si costituisce è considerato come una confederazione delle colonie preesistenti dietro le più potenti di esse, al momento del declino della città madre di Tiro. Cartagine sarebbe stata responsabile di garantire la sicurezza collettiva e la politica esterna e persino commerciale di questa comunità.
L'assenza di una fonte scritta tra la fondazione della città e la seconda metà del V secolo porta alla dipendenza da complesse fonti archeologiche da interpretare. La questione dell'imperialismo di Cartagine è stata oggetto di un dibattito appassionato, con alcuni storici tra cui Yann Le Bohec che rivendica la sua esistenza anche se ha subito un rallentamento. Il controllo cartaginese sulle città fenicie del bacino del Mediterraneo occidentale è datato al VI secolo a.C., anche se le diverse componenti dello spazio punico sembrano avere una grande autonomia, in particolare in termini di politica commerciale. I possedimenti africani di Cartagine avrebbero vissuto particolarmente male lo sfruttamento del lavoro a fini agricoli, le fonti infatti fanno eco di brutali rivolte. Gli episodi che circondano la perdita della Sardegna evocano anche un rifiuto del potere punico.
Nonostante il suo potere, lo spazio punico appare alla vigilia delle guerre puniche come affetto da un deficit di coerenza geografica e una certa debolezza territoriale, oltre al carattere di un esercito di mercenari con fedeltà aleatoria.

### Colonie

#### Colonizzazione della Sardegna

Mappa dell'antica Sardegna con la posizione dei suoi vari occupanti

Le prime installazioni fenicie in Sardegna risalgono alla fine del IX secolo a.C. come evidenziato dalla stele di Nora. Le relazioni con i sardi di cultura nuragica sono state talvolta difficili, in particolare per quanto riguarda l'integrazione di elementi culturali esogeni. Tuttavia, le scelte fatte dagli arrivati per i luoghi di installazione seguirono quelle dei precedenti capi dell'isola. Da parte sua, l'insediamento cartaginese risale alla fine del VI sec. a.C., con in particolare la presa del sito di Monte Sirai che testimonia l'importazione di modelli di fortificazioni orientali.
L'isola era un gioiello dei Fenici dalla fine del IX secolo. Tuttavia, la metà del VI secolo vede la sconfitta di Malco di fronte alle popolazioni indigene. La vittoria di Alalia conferma l'istituzione dei Cartaginesi sull'isola e consente loro di stabilirsi anche in Corsica, l'isola che beneficia anche dei trattati tra Roma e Cartagine. L'isola è integrata nel complesso circuito del commercio nel Mediterraneo centrale, questa circolazione si traduce in un declino della cultura originale.
Tra il V e il III secolo a.C., i Cartaginesi erigono una serie di fortificazioni, il quarto secolo vede la conquista dell'intera isola. Le scoperte archeologiche "rivelano un'omogeneità culturale" ovunque nel territorio sardo, che indica la forza dell'insediamento punico, tranne nella parte nord-orientale, senza dubbio lasciato volontariamente alle popolazioni originali.

#### Colonizzazione di Malta
L'arcipelago di Malta ha vissuto un'antica civilizzazione a partire dal calcolitico. Con il declino della Fenicia sotto l'assalto degli Assiri e Babilonesi, sarebbe passata sotto il controllo di Cartagine nel 480 a.C. È quindi una preziosa colonia nella lotta che i Cartaginesi conducono contro i Greci e poi contro i Romani.
Secondo Jacques Godechot, è probabile che l'arcipelago costituisse un'importante staffetta nel commercio con le isole britanniche e Capo Verde con depositi di merci e cantieri di riparazione navale. Le tracce di un insediamento fenicio risalgono all'VIII secolo con la presenza di necropoli, la convivenza con le popolazioni originali è visibile anche nei templi come a Tas Silg.
Durante questo periodo, dimostrano una continuità attorno alle aree di culto preistoriche, con un'apertura verso influenze greche ed egiziane. L'influenza punica cessa solo nel 218 a.C. È a Malta che furono trovati nel XVII secolo due cippi risalenti al II secolo a.C. dedicati al dio Melqart, signore di Tiro, su cui un'iscrizione bilingue in fenicio e greco nel 1758 consente a un archeologo francese, padre Jean-Jacques Barthélemy, di decifrare la lingua fenicia.

#### Possedimenti cartaginesi in Sicilia

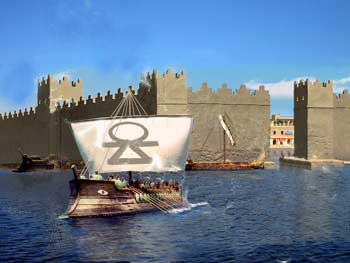
Ricostruzione di una nave che lascia il cothon di Mozia

La Sicilia è frequentata dai Fenici dall'XII al XI secolo a.C. L'insediamento fenicio nei centri urbani, dopo una fase di pre-colonizzazione, è datato alla seconda metà dell'VIII secolo, o addirittura al VII secolo a.C., sul sito di Mozia almeno.
La presenza punica ha uno scopo commerciale prima di basarsi su un'ambizione territoriale, anche se sono state trovate indicazioni di un'attività industriale. Inoltre, i possedimenti punici non sono organizzati centralmente.
La situazione in Sicilia è complessa, con Greci e Cartaginesi che lottano per il possesso dell'isola a metà del III secolo a.C. Tuttavia, le relazioni tra loro sono state spesso positive. Tucidide evoca un declino delle colonie cartaginesi in alcuni punti, tra cui Mozia, al momento dell'arrivo dei Greci; questa città era stata fondata nel VI secolo prima dell'influenza cartaginese nell'ovest dell'isola.
Un arresto viene posto all'espansione cartaginese dopo la sconfitta di Himera nel 480 a.C., le guerre siciliane dimostrano il rischio del possesso dell'isola. L'insediamento punico sull'isola dura mantenendo molti pericoli legati alle vittorie e alle battute d'arresto di questo lunghissimo periodo, fino a quando venne soppiantato da Roma dopo la prima guerra punica.

#### Possessi nella Spagna continentale

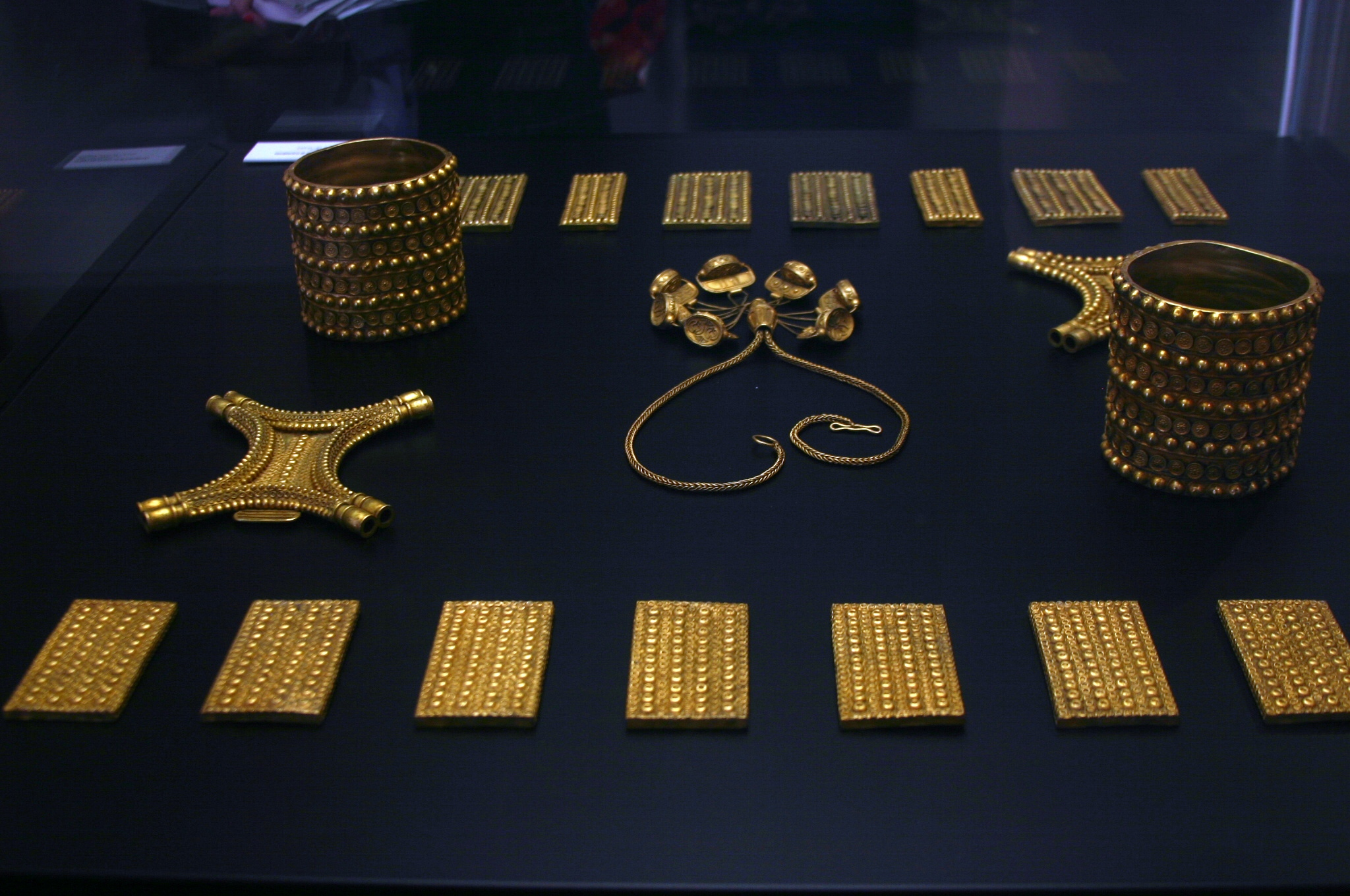
Tesoro di El Carambolo, testimonianza del movimento orientalizzante dell'incontro tra Fenici e civiltà di Tartesso, VII sec., o museo archeologico nazionale di Madrid

L'attuale Spagna è influenzata dalla prima espansione fenicia, la fondazione di Gadir, "la più importante colonia fenicia dell'Occidente" per Maria Eugenia Aubet, datata secondo la tradizione letteraria (Velleio Patercolo in particolare) del 1100 a.C. L'archeologia mostra un'importante presenza orientale nell'Andalusia orientale intorno al 750-550 a.C., con un apogeo nel settimo secolo. Le popolazioni dell'antica civiltà di Tartesso si mescolano ai Fenici nel VII e VIII secolo, con un movimento di acculturazione qualificato come orientalizzante, sia nella civiltà materiale che sociale.
Lo scopo della colonizzazione era di avvicinarsi alle miniere di metallo, incluso l'argento, un commercio che contribuì alla prosperità fenicia. Il tempio principale di Gades dedicato a Melqart ebbe un ruolo non solo religioso, ma anche economico per tutta l'antichità. Le istituzioni fenicie della Spagna ebbero una crisi nel VI secolo, seguito dal periodo punico (VI-III secolo), che è caratterizzato da contributi culturali di Cartagine, religiosi, ma anche urbani. Dopo un intervento nel VI secolo, i Cartaginesi avrebbero guadagnato un punto d'appoggio in Spagna, nel contesto della competizione con i Focesi di Massalia. In epoca punica, Gadir mantiene collegamenti con Tiro. La presa di possesso è sistematizzata dal III secolo a.C. a causa della famiglia dei Barcidi in una provincia chiamata Spagna barcide dagli storici.

#### Colonizzazione di Ibiza

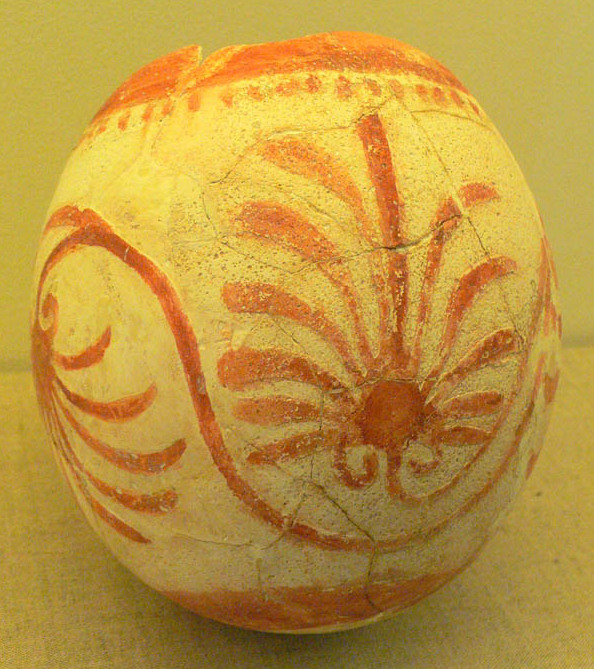
Uovo di struzzo dipinto, elemento della necropoli di Puig des Molins, museo di Puig des Molins, Ibiza

Ibiza ha una posizione privilegiata per gli scambi commerciali nel nord-est del Mediterraneo e per la qualità del porto nella sua baia. Disabitata all'inizio, l'installazione di coloni provenienti dalla vecchia colonia di Gadir ha luogo nel VII secolo a.C.
Secondo Diodoro Siculo, fu presa nel 654 a.C. da Cartagine, che l'avrebbe resa una colonia rigorosamente punica, la questione non è stata decisa a causa delle scoperte archeologiche rinvenute nell'importante necropoli di Puig des Molins che possono appartenere sia al mondo fenicio che a quello nell'ambiente punico58. María Eugenia Aubet ritiene che l'isola non integri lo spazio punico fino alla seconda metà del VI secolo. L'identificazione è anche problematica a causa della natura funeraria della documentazione archeologica, un cambiamento che appare sull'isola all'inizio del VI secolo con uno sviluppo di personaggi cartaginesi.
Le Isole Baleari, compresa Ibiza, forniscono un'unità d'élite agli eserciti di Cartagine, i frombolieri, già nel IV secolo. Il V-II secolo a.C. è un periodo di apogeo per l'isola, una fase di intensa colonizzazione tra il V-IV secolo seguita da un'influenza commerciale in gran parte del Mediterraneo occidentale a partire dal III secolo a.C. L'occupazione romana non pone fine alla diffusione della civiltà punica.

#### Espansione in Africa
La presenza fenicia in Nordafrica è già evidente nella tradizione legata a Utica. Anche se, dalla fine del VI secolo a.C., Cartagine prende possesso delle colonie fenicie del Nord Africa, l'espansione territoriale di Cartagine è in ritardo e considerata di solito correlata alla sconfitta di Imera nel 480 a.C. M'hamed Hassine Fantar data questa preminenza del VII secolo a.C.
Il dominio è quindi limitato a lungo alle installazioni costiere chiamate "scale" puniche. Questi spazi, che si trovano ogni trenta o quaranta chilometri, sono stati evidenziati sull'attuale territorio algerino da Pierre Cintas, in particolare il sito di Tipasa. Alcune installazioni sono realizzate da persone che vivono in Andalusia, in particolare Rachgoun dal VII secolo.
Dal 480 a.C., Cartagine avrebbe intrapreso la conquista di un entroterra, i dettagli dell'espansione sono sconosciuti. Il V secolo avrebbe anche visto la fine dell'omaggio pagato alla potenza africana originale.
La conoscenza del territorio africano di Cartagine può essere dedotta solo dalle allusioni degli autori antichi al momento delle successive invasioni di Massinissa alla fine della storia della città punica. Allo stesso modo, Serge Lancel ha distinto i territori controllati da quelli che cadevano in una zona di influenza. Anche se lo spazio non è delimitato con precisione, Fantar evoca per l'attuale Tunisia una "irrigazione esaustiva" della civiltà punica. Le coste dell'attuale Marocco sembrano essere passate da un'influenza fenicia a un'influenza punica nel VI-V secolo. Da parte sua, l'attuale Algeria, dopo una prima presa fenicia, sembra essere passata sotto il giogo dei regni numidi prima del III secolo, dopo un periodo punico indefinito; il cambiamento non ha indotto una rottura nella diffusione della civiltà punica.
Le aree amministrate da Cartagine sono state studiate per alcune parti di esse. L'organizzazione romana ha mantenuto alcuni beni identificati a causa di un'iscrizione dedicata a Traiano scoperta sul foro di Makthar, che fornisce i nomi dei pagus Thuscae e Gunzuzi. Lo spazio africano di Cartagine era parzialmente protetto da un sistema di fortificazioni, alcune delle quali identificate ed esplorate nell'area di Capo Bon, e una specie di calce chiamata "fosse fenicia" e ancora poco identificata.
Nonostante i movimenti ribelli, una popolazione mista di popolazioni africane e orientali è stata in grado di svilupparsi. Chiamati Libifenici, fornivano battaglioni di fanteria. Questa miscela di elementi orientali e africani ha prodotto la civiltà punica del Nord Africa, i cui personaggi sono stati a lungo persistenti.

## Prime rivalità e trattati

### Trattati con la potenza etrusca

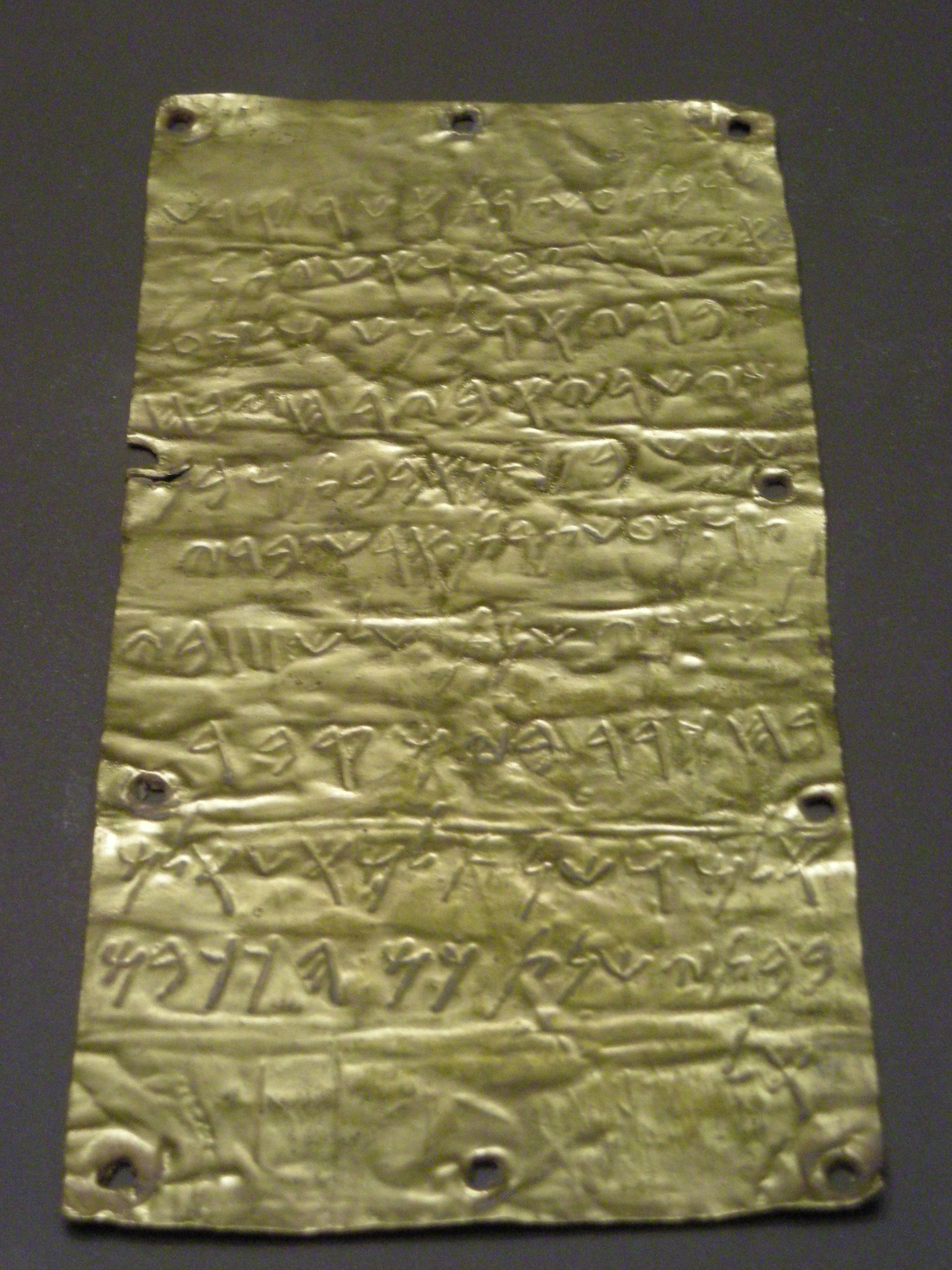
Una delle lamelle di Pyrgi con un'iscrizione in etrusco e in fenicio

La tradizione, che rapporta un trattato tra il potere etrusco e la città punica, è supportata da prove archeologiche: le lamine di Pyrgi, trovate su suolo italiano con testi in fenicio ed etrusco, sono una dedica risalente al circa 500 a.C. di un tempio di Astarte, dea fenicia, di Thefarie Velianas, re di Cerveteri. Gli scavi di Cartagine hanno anche consegnato un'iscrizione in etrusco destinata a presentare un individuo, forse un mercante punico. Questa iscrizione, trovata sulla collina di Santa Monica, potrebbe essere stata scritta nella città etrusca di Vulci. Questi elementi si aggiungono a molte ceramiche di bucchero che confermano i primi legami commerciali, già dall'VIII secolo e almeno fino all'inizio del V secolo.

### Rivalità con i focesi
I Focesi, sin dall'inizio della loro presenza nel Mediterraneo occidentale, erano dei seri concorrenti nello sviluppo degli interessi fenicio-punici, a causa del loro desiderio di sviluppare il commercio dei metalli. La colonizzazione focese prende forma da un'installazione a Marsiglia, intorno al 600 a.C., contro la quale Cartagine sembra aver lottato. I Focesi si stabilirono ad Alalia in Corsica intorno al 565 a.C. Continuarono con atti di pirateria e minacciarono gli interessi degli alleati etruschi e punici, soprattutto perché la conquista della loro città natale da parte dei persiani portò all'emigrazione. La battaglia di Alalia nel 540 a.C. si oppone ai Focesi di Marsiglia e Alalia ai due alleati e si conclude con una stabilizzazione delle zone di influenza in questa regione del Mediterraneo.
La battaglia navale è nota dal racconto di Erodoto, ma l'archeologia ha negato la storia dei Greci che abbandonano il sito: una popolazione greca è effettivamente rimasta sul sito, con una presenza punica alla fine del primo terzo del III secolo a.C., poco prima dell'occupazione romana alla fine della prima guerra punica.

### Trattati con Roma
Le relazioni con Roma sono inizialmente cordiali, con la firma di un trattato della fine del VI secolo a.C. Tuttavia, le relazioni resero necessaria la firma di nuovi trattati nel 348, 338, 306 e 279 a.C.
Nel 509 a.C., Cartagine e Roma firmano un trattato che divide le aree di influenza e commercio tra le due città. Il testo conosciuto da Polibio è la prima fonte che indica che Cartagine ha conquistato in parte la Sicilia e in particolare la Sardegna dove sembra godere di un monopolio commerciale. I romani e i loro alleati non potevano andare oltre il "Bel promontorio" se non in casi molto limitanti.
All'inizio del V secolo a.C., Cartagine divenne il centro commerciale dell'ovest del bacino del Mediterraneo. A quel tempo, la città conquistò la maggior parte degli ex insediamenti fenici, come Hadrumetum, Utica e Kerkuane, sottomise le tribù della Libia e acquisì la costa nordafricana dal Marocco ai confini dell'Egitto. Cartagine ha anche esteso la sua influenza nel Mediterraneo prendendo la Sardegna, l'isola di Malta, le Isole Baleari e la costa occidentale della Sicilia. Importanti sedi commerciali si trovano nella penisola iberica. Nuovi trattati vengono firmati con Roma: le condizioni del precedente trattato sono confermate o addirittura estese alla penisola iberica nel 348 a.C.; Cartagine ha la possibilità di intervenire nel Lazio, ma senza impossessarsi di territori. Rinnovati nel 338 a.C., i nuovi accordi sono firmati nel 306 a.C., vedendo Roma esclusa dalla Sicilia e Cartagine dall'Italia, quindi nel 279-278 a.C. durante l'invasione di Pirro.

## Guerre contro le potenze greche: dalle guerre siciliane alla guerra di Pirro

### Guerre siciliane

#### Prima guerra greco-punica
La prosperità economica di Cartagine e l'importanza delle rotte marittime per il suo commercio hanno portato la città ad armarsi di una potente flotta, progettata per scoraggiare pirati e rivali commerciali. La flotta di Cartagine e la sua crescente egemonia hanno quindi tutto ciò di cui preoccupare i Greci.
La Sicilia, alle porte di Cartagine, diventa teatro delle guerre siciliane. Per molto tempo, i Greci e i Fenici hanno desiderato questa isola strategica e stabilito numerosi insediamenti sulle sue coste. Di conseguenza, ci sono stati conflitti locali per secoli tra questi diversi empori. Nel 480 a.C., Gelone, tiranno di Siracusa, tenta con il sostegno di diverse città greche di unificare l'isola sotto il suo dominio attaccando in particolare Terillo, alleato di Cartagine, installato a Himera.
Cartagine sente la minaccia e, con l'alleanza dell'Impero persiano secondo alcune fonti antiche, dichiara guerra alla Grecia inviando le sue truppe sotto il comando del generale Amilcare. Secondo fonti tradizionali, Amilcare ha 300.000 uomini; questa cifra è sicuramente esagerata, sebbene la sua forza fosse senza dubbio considerevole.
Sulla strada per la Sicilia, il generale subisce perdite a causa del maltempo durante la traversata. Dopo essere arrivato a Panormus (l'attuale Palermo), fu sconfitto nella Battaglia di Himera nel 480 a.C.; sarebbe morto nel corso dei combattimenti o si sarebbe suicidato con vergogna gettandosi in una pira. A seguito di questa sconfitta, Cartagine mette in causa: Gilbert Charles-Picard ritiene che l'evento abbia fondato la sostituzione del precedente governo aristocratico con una repubblica. In gran parte ignorate, queste conseguenze hanno portato allo sviluppo dell'interesse della città marittima per il suo entroterra, che fornisce di risorse e uomini.

#### Seconda guerra greco-punica
Intorno al 410 a.C., Cartagine si riprese dalle sue battute d'arresto militari: conquistò gran parte dell'attuale Tunisia, fortificò e fondò nuove colonie nel Nord Africa; supporto le spedizioni di Annone lungo la costa africana e Imilcone nell'Oceano Atlantico. Durante questo periodo, le colonie della penisola iberica si ribellarono a Cartagine - tagliando la sua scorta di argento e rame - ma Annibale, nipote di Amilcare, iniziò i preparativi per riconquistare la Sicilia e si lanciò allo stesso tempo in spedizioni in Marocco, Senegal e Atlantico.
Nel 409 a.C., Annibale si imbarca per la Sicilia con le sue truppe. Riesce a invadere città minori come Selinunte e Himera prima di tornare trionfalmente a Cartagine con il suo bottino. Ma il principale nemico, Siracusa, non è interessato e nel 405 a.C., Annibale conduce una seconda spedizione con l'intenzione di conquistare l'intera isola. Questa volta, incontra resistenza. Pertanto, durante l'assedio di Agrigento, le forze cartaginesi vengono decimate da un'epidemia di peste di cui lo stesso Annibale è vittima. Il suo successore Imilcone riuscì a raggiungere il successo rompendo l'assedio, conquistando la città di Gela e battendo ripetutamente l'esercito di Dioniso I, tiranno di Siracusa. Quest'ultimo, anch'esso colpito dall'epidemia di peste, è costretto a negoziare un trattato di pace.

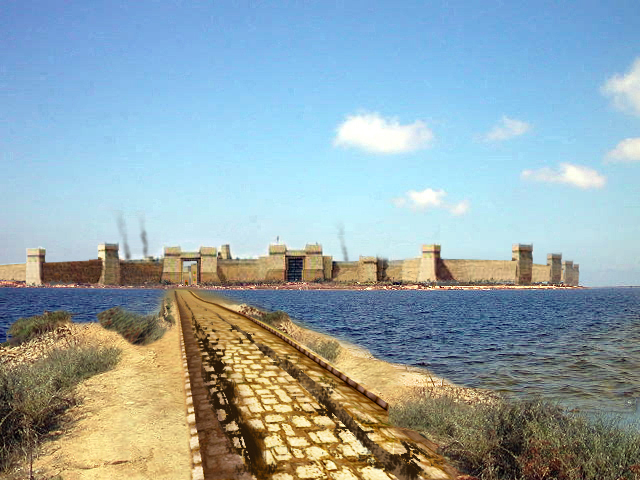
Ricostituzione dell'isola fortificata di Mozia con la strada di collegamento con la terraferma, presa da Dioniso di Siracusa nel 398

Aree di influenza nel bacino del Mediterraneo occidentale nel 348

Nel 398 a.C., Dioniso viola il trattato attaccando la fortezza cartaginese di Mozia che viene presa l'anno successivo, i cui difensori vengono crocifissi. Imilcone rispose con una ripresa di Mozia e la conquista di Messina. Alla fine, Imilcone assediò Siracusa fino al 396 a.C. quando la peste costrinse le forze cartaginesi a sollevare il campo. Fonti antiche attribuiscono questa epidemia al saccheggio di un santuario di Demetra e Kore, divinità che saranno trasportate e venerate nel Nord Africa come rimedio.
Durante i successivi sessant'anni, Cartaginesi e Greci si affronteranno in varie scaramucce, con varie fortune. Nel 340 a.C., l'esercito cartaginese è confinato nella parte sud-occidentale dell'isola e la pace che regna in Sicilia è lungi dall'essere definitiva.

#### Terza guerra greco-punica

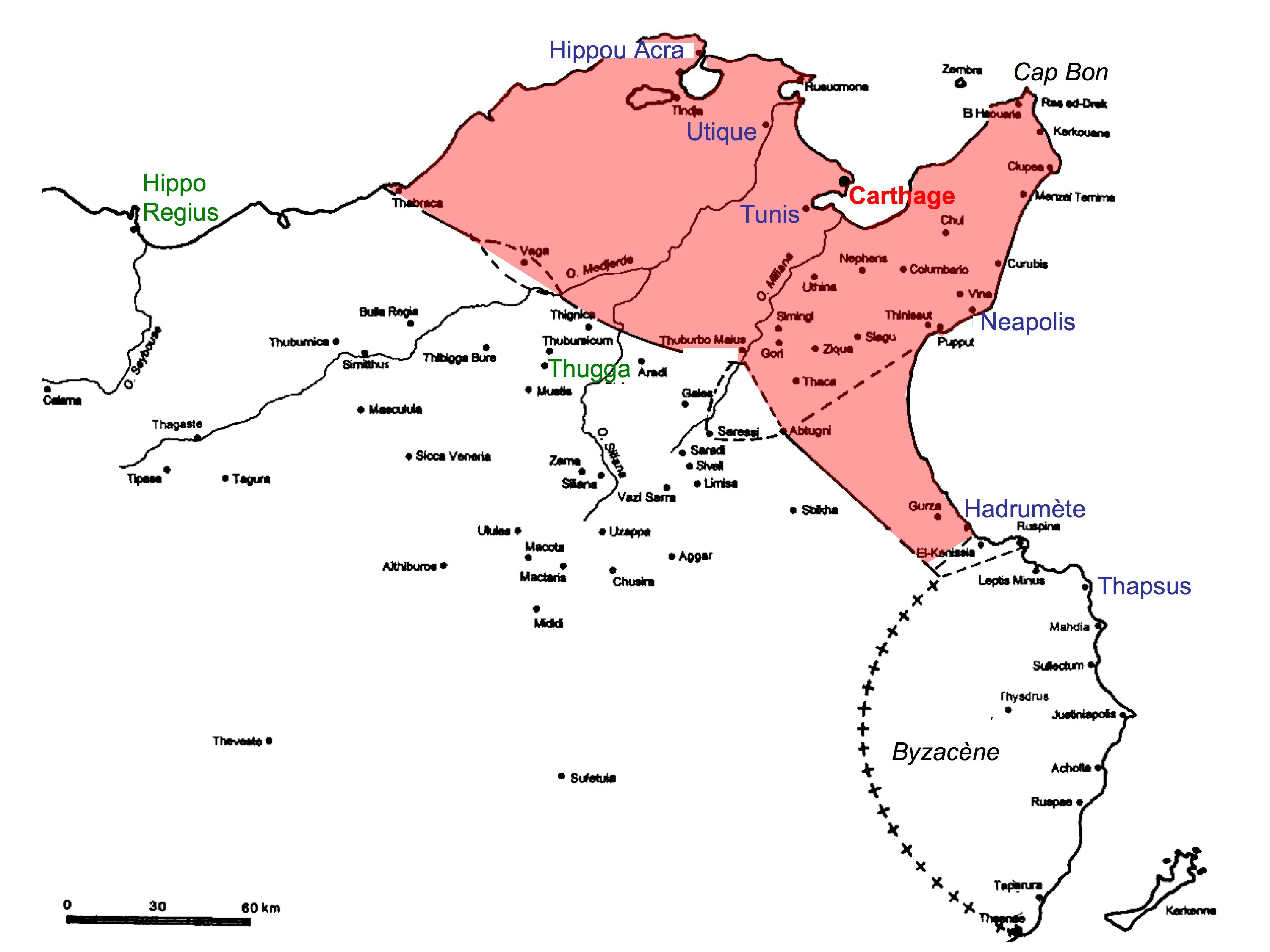
Mappa della Tunisia punica al tempo della spedizione di Agatocle

Nel 315 a.C., il tiranno di Siracusa Agatocle conquistò Messina e nel 311 a.C., invase gli ultimi empori cartaginesi della Sicilia e assediò anche Agrigento.
Amilcare diresse la risposta cartaginese con successo: controllando virtualmente tutta la Sicilia nel 310 a.C. e assediando Siracusa. Disperato, Agatocle guida segretamente una spedizione di 14.000 uomini nel continente africano per salvare il suo regno con un attacco diretto a Cartagine. Questa spedizione ebbe successo: Cartagine venne obbligata a richiamare Amilcare e la maggior parte del suo esercito per affrontare la nuova minaccia. La spedizione di Agatocle conobbe una serie di vittorie, anche se non era comunque in grado di prendere la capitale punica.
L'esercito di Agatocle venne successivamente sconfitto nel 307 a.C. in seguito alla defezione dei suoi alleati libici; riuscendo a fuggire in Sicilia da dove negoziò una pace che ha mantenuto Siracusa come roccaforte greca. Egli non attaccò più i luoghi punici fino alla sua morte avvenuta nel 289 a.C.

### Guerre di Pirro

Aree di influenza nel Mediterraneo occidentale nel 306

Tra il 280 e il 275 a.C., Pirro intraprende due spedizioni per aumentare l'influenza dei macedoni nel Mediterraneo occidentale. La prima è la Repubblica Romana che emerge nel sud Italia mentre la seconda è diretta contro Cartagine in Sicilia. Pirro invia una forte avanguardia di una fanteria di 3000 uomini sotto il comando di Cineo a Taranto; l'esercito principale attraversa la penisola greca prima di impegnarsi in battaglie contro i Tessali e gli Ateniesi. Dopo il suo successo iniziale, Pirro si unì alla sua avanguardia a Taranto.
Durante le sue campagne in Italia, Pirro ricevette inviati dalle città siciliane di Agrigento, Siracusa e Leontini chiedendo aiuto per estromettere il potere cartaginese diventando dominante sull'isola. Pirro accetta e rinforza le città siciliane con una fanteria di 20.000 uomini, una cavalleria di 3.000 uomini, venti elefanti da guerra e 200 navi.

Guerra di Pirro in Italia

All'inizio, la guerra di Pirro in Sicilia contro Cartagine fu un successo: riuscì a far retrocedere le forze cartaginesi e conquistò la città-fortezza di Erice, anche se dovette rinunciare a Lilibeo. Dopo queste perdite, Cartagine tenta di avviare negoziati di pace, proponendo di mantenere solo Lilibeo. Pirro accetta questi negoziati solo se Cartagine rinuncia alla Sicilia nel suo insieme, mentre l'assedio di Lilibeo non ha successo. Secondo Plutarco, Pirro ha quindi in programma di attaccare Cartagine stessa e inizia a organizzare una spedizione per questo scopo. Tuttavia, il suo trattamento spietato delle città siciliane e l'esecuzione di due governatori siciliani sospettati di tradimento aumentano l'ostilità dei Greci. Pirro è costretto a lasciare la Sicilia per l'Italia meridionale nel 276 a.C.
Le sue spedizioni in Italia non determinarono vittorie decisive, Pirro si ritirò in Epiro. Per Cartagine, questo riporta la situazione allo status quo. Per Roma, il fatto che Pirro non abbia difeso le colonie della Grande Grecia significa che le porterà nella sua sfera di influenza, che si estenderà al dominio totale della penisola italiana.

## Guerre puniche: fine dell'imperialismo e delle città puniche

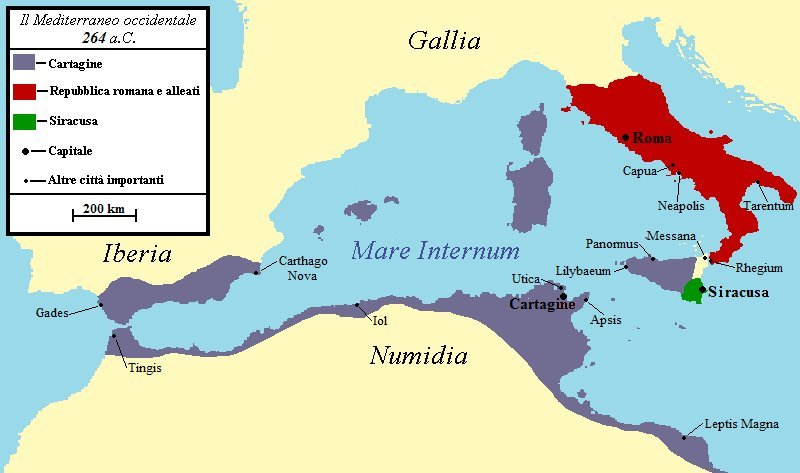
Territori romani, siracusani e cartaginesi alla vigilia della prima guerra punica

La lotta tra Roma e Cartagine prende slancio con l'ascesa delle due città: le tre guerre puniche, che videro quasi la conquista di Roma, ma terminarono con la distruzione di Cartagine, nel 146 a.C., dopo un assedio di tre anni.
Amor nasca, nè pace; anzi alcun sorga

De l’ossa mie, che di mia morte prenda

Alta vendetta, e la dardania gente

Con le fiamme e col ferro assalga e spenga

Ora, in futuro e sempre; e sian le forze

A quest’animo eguali: i liti ai liti

Contrari eternamente, l’onde a l’onde,

E l’armi incontro a l’armi, e i nostri ai loro

In ogni tempo.»
(Virgilio, Eneide libro IV)

### Prima guerra punica: lo scontro frontale con Roma (264-241 a.C.)

Espansione del territorio cartaginese nel 279 prima della prima guerra punica, periodo della sua massima estensione territoriale

Il conflitto tra Cartagine e Roma segue lunghi anni di trattati, ma la lontananza della minaccia greca lascia le due potenze emergenti del Mediterraneo in un faccia a faccia. Il potere di Cartagine nel Mediterraneo è quindi preponderante, con il possesso delle isole principali.
La velleità punica di prendere Messina porta al conflitto, perché Roma è ora direttamente minacciata dopo aver conquistato un punto d'appoggio nel sud della penisola italiana in seguito all'avventura di Agatocle e soprattutto a causa della fine della guerra di Pirro.
La prima guerra punica copre gli anni dal 264 al 241 a.C. Questo è un conflitto essenzialmente navale e di lotte per l'influenza in Sicilia. Il problema principale è il possesso dello Stretto di Messina. I Cartaginesi conquistarono per la prima volta la città di Messina, che era stata presa dai mercenari nel 288 a.C.
Nella lotta contro Ierone, i Mamertini chiedono aiuto ai Cartaginesi e si rivolgono poi a Roma Quest'ultima considera questa richiesta di aiuto come una richiesta di sottomissione e non può perdere l'occasione di interessarsi a Messina, vicino alle città greche d'Italia, che sono appena state sotto la loro protezione. Appio Claudio Caudice attraversa lo stretto e sorprende la guarnigione punica di Messina, che innesca l'inizio della guerra. Come risultato di questa battuta d'arresto, il governo di Cartagine radunò le sue truppe ad Agrigento, ma i romani, guidati da Claudio e Manio Valerio Massimo Messalla, presero le città di Segesta e Agrigento dopo un assedio di sette mesi. Da Agrigento, tuttavia, i Cartaginesi riescono a fuggire. Poiché molte città siciliane hanno optato per un'alleanza con Roma, Cartagine ha deciso di concentrare le sue forze su determinati punti e ha tenuto sotto controllo le forze romane149. Le battaglie navali lunghe a vantaggio di Cartagine vengono riequilibrate a causa dell'invenzione del corvo da parte dei romani, tecnica applicata per la prima volta nel 260 a.C. nella battaglia di Milazzo vinta dal console Gaio Duilio Inoltre, i romani guidati da Marco Attilio Regolo guidarono una spedizione in Africa, nella regione di Capo Bon, nel 256 a.C. La zona è devastata dalla distruzione della città di Kerkouane risalente a questo periodo secondo gli archeologi. Regolo guida il suo esercito sotto le mura di Oudna e si accampa davanti a Tunisi, desideroso di imporre condizioni punitive ai Punici.
I Cartaginesi reclutano poi mercenari a Sparta, incluso Santippo. Dopo uno scontro, Regolo viene fatto prigioniero, degli autori successivi ai fatti affermano d'essere tornato a Roma per discutere di condizioni inaccettabili di pace e d'essere tornato a Cartagine per subire il martirio. Questa leggenda è tuttavia falsa secondo Serge Lancel.
Roma cerca invano di trarne vantaggio in mare, mentre la guerra di terra continua in Sicilia. L'assedio di Lilibeo si concluse con un amaro fallimento per i romani. La guerra dura altri venti anni senza che uno scontro sia decisivo. La battaglia finale ebbe luogo infine alle Isole Egadi nel 241 a.C. Le condizioni di pace negoziate da Amilcare Barca sono aumentate in un secondo tempo: la Sicilia, già in gran parte romana, è persa e Cartagine deve anche pagare un indennizzo di guerra di 3.200 talenti di cui 1.000 sul campo.

### "Primo periodo tra le due guerre (241-218 a.C.)" (Yann Le Bohec)

#### La guerra dei mercenari

Fasi della guerra mercenaria (241-238)

Dopo aver concluso la pace e abbandonato la Sicilia ai Romani, Cartagine deve reprimere una rivolta dei suoi mercenari (241-238 a.C.) guidata da Spendio, un mercenario campano, e da Mato, leader dei libici. Giscone rimpatriò in gruppi successivi gli eserciti punici, composti da mercenari e libici, dalla Sicilia all'Africa. Il Senato di Cartagine aveva tentato attraverso Annone di discutere l'importo della retribuzione dovuta e radunò i mercenari a Cartagine e a Sicca. I ribelli, gli africani, ma anche i campani secondo Polibio, minacciano l'attuale Tunisi e ottengono il pagamento del loro saldo.
Tuttavia, le loro richieste supplementari bloccano la situazione. La guerra è dura e appare come una guerra civile a causa del suo marcato carattere africano. Le città africane forniscono assistenza schiacciante ai ribelli, fornendo anche loro truppe. Un gruppo assedierà le città di Utica e Ippona Diarhytus, fedeli alla capitale punica, mentre un altro organizza una sorta di "blocco" dell'istmo di Cartagine.
Amilcare Barca riesce a sollevare l'assedio di Utica e ad allearsi con Narava e i Numidi, usando la diplomazia per provocare defezioni nel campo opposto. In risposta, i ribelli torturano e uccidono Giscone e diverse centinaia di cartaginesi. Vengono infine schiacciati da Amilcare Barca nella parata conosciuta come "della Scia", soprattutto a causa della fame prevalente nei loro ranghi e dell'uso di elefanti da guerra. Spendio e altri ribelli vengono crocifissi dai Cartaginesi mentre i ribelli crocifiggono un ostaggio chiamato Annibale. Gli alleati libici dei ribelli vengono sconfitti da parte loro vicino a Leptis Minus. Mato è crocifisso dopo un lungo martirio a Cartagine.
Dopo un appello a Roma, in occasione di una rivolta indigena, la Sardegna è perduta. Durante la guerra, Roma si rifiutò di rispondere a un invito dei mercenari locali, ma cambiò idea nel 238-237 a.C., in flagrante violazione del trattato di pace, avendo messo fine alla Prima Guerra Punica. Cartagine desidera reagire, ma di fronte al desiderio romano di riprendere la guerra, deve decidere di accettare il fatto compiuto e pagare un indennizzo di guerra complementare. I romani si impossessano della Corsica allo stesso periodo. Nel 218 a.C., la città punica perde anche Malta.
L'evento è conosciuto dai posteri a causa del romanzo di Gustave Flaubert, Salammbò (1862), che è fedele alla storia dello storico Polibio.

#### Spagna barcida
La famiglia dei Barcidi conquista un principato nel sud dell'attuale Spagna dagli antichi possedimenti dei Fenici. Questo dispiegamento punico nella penisola iberica era destinato a compensare le perdite della Sicilia e della Sardegna prendendo possesso delle aree minerarie. In effetti, alla fine della prima guerra punica che si concluse con la perdita della Sicilia e della Sardegna, Amilcare Barca decise non solo di impossessarsi delle miniere iberiche, ma anche di ottenere una base territoriale in Iberia per resistere ai Romani. Secondo Hedi Slim, egli vuole "gettare le basi per un forte potere monarchico e militare, mentre trova le risorse economiche e umane di cui ha bisogno".
Le miniere aiutano a pagare l'indennità di guerra dovuta a Roma. Nel 226 a.C., il trattato dell'Iberia firmato tra Asdrubale il Bello e Roma proibisce ai Punici di attraversare il fiume in armi. Nel 219 l'assedio di Sagunto, alleato di Roma, portò alla Seconda Guerra Punica.

### Seconda Guerra Punica (218-201 a.C.)

Strada Annibale da Cartagine a Zama

La seconda guerra punica, negli anni 218-202 a.C., ha come momento culminante la campagna d'Italia: il generale Annibale Barca, della famiglia dei Barcidi, riesce ad attraversare i Pirenei e le Alpi con i suoi elefanti. Tuttavia, rinuncia a provare ad entrare a Roma. Il pretesto della guerra era stato l'assedio di Sagunto da parte dei Cartaginesi; avrebbero dovuto essere al di là dell'Ebro secondo il trattato del 241 a.C. che delimitava le rispettive zone di influenza delle due potenze. Un'ambasciata romana inviata a Cartagine poté solo notare l'approvazione della città nei confronti degli atti dei Barcide in Iberia, e quindi l'accettazione del nuovo conflitto tra i due poteri. La spedizione di Annibale inizia nel 218; l'esercito composito di 90.000 fanti e 12.000 cavalieri, inclusi gli elementi della famosa cavalleria Numide, si trova ridotto a 50.000 fanti, 9000 cavalieri e 37 elefanti alla vigilia del passaggio in Italia. Attraversa il sud della Gallia, ma evita gli alleati di Roma nella regione; Annibale riesce persino a stringere alleanze tra alcune popolazioni galliche. Fece attraversare le Alpi dal suo esercito durante un difficile viaggio e allontanandosi dal mare per evitare le legioni romane.
Tuttavia, l'esercito perse la maggior parte dei suoi elefanti da guerra e molti soldati e arrivò in Italia con 20.000 soldati e 6.000 cavalieri. La discesa in Italia è prima di tutto una serie di abbaglianti vittorie per il figlio di Amilcare. Dopo la battaglia del Ticino, le vittorie del Trebbia e del Lago Trasimeno sono terribili per Roma, che perde i suoi leader sul campo di battaglia. Dopo il Trasimeno, Annibale lasciò che gli alleati italiani di Roma partissero per dividere il campo avversario e non cercarono di prendere la città. Quest'ultimo poi nomina Quinto Fabio Massimo come dittatore in modo che provi a scacciare le posizioni puniche. La battaglia di Canne, tuttavia, è un duro colpo per Roma a causa della superiorità tattica dei Cartaginesi.

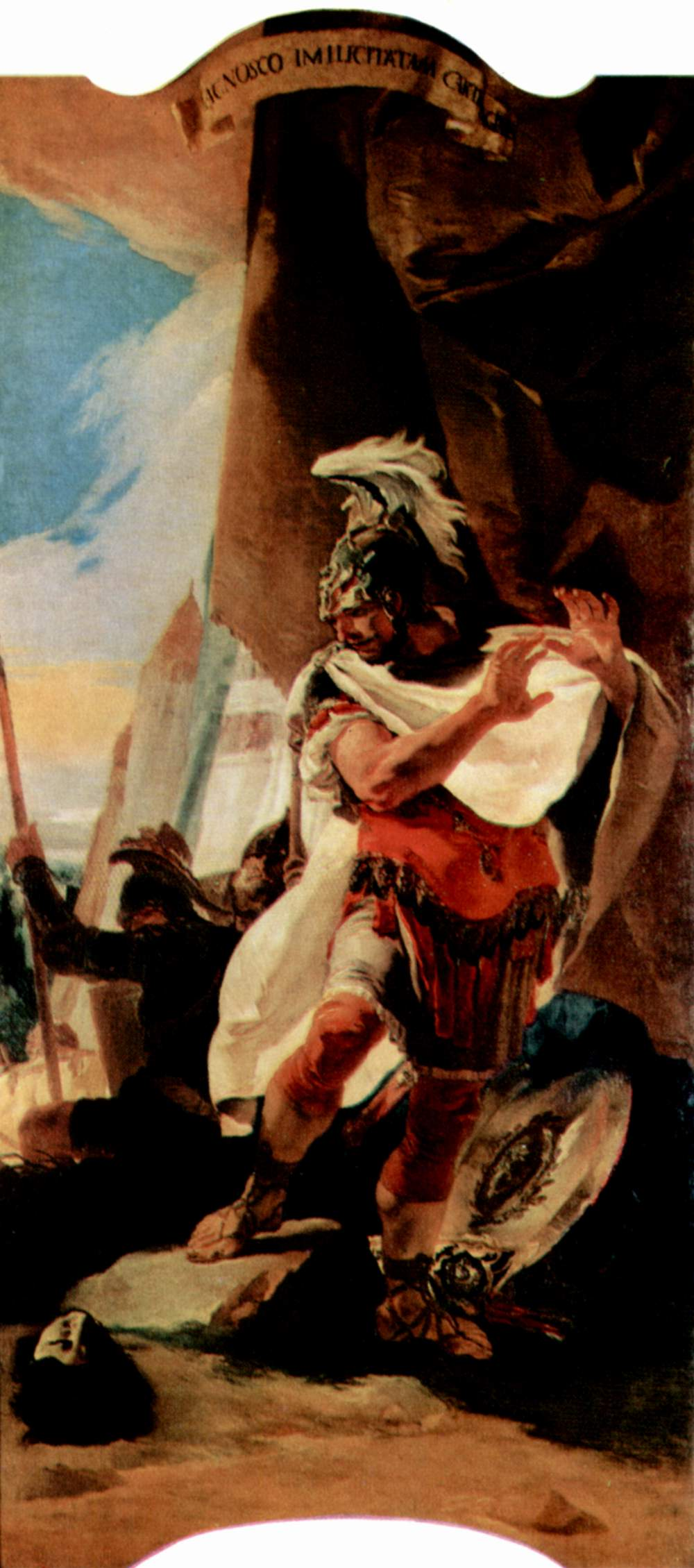
Annibale guarda la testa di Asdrubale di Giambattista Tiepolo, 1725, Museo di storia dell'arte di Vienna

La sconfitta, il 2 agosto 216, vede il crollo dei romani mentre la superiorità numerica è dalla loro parte. 70.000 di loro rimangono a terra, tra cui il console Lucio Emilio Paolo e i due consoli del 217 a.C.; Cartagine perde 4.000 Galli, 1.500 iberici e africani e 200 cavalieri. L'atteggiamento di attesa di Annibale è tuttavia segnato durante il famoso episodio delle "delizie di Capua"; la sua esitazione consente ai romani di organizzare la difesa della loro città anche se Annibale usa questo tempo per stringere alleanze con le città italiane e garantire loro l'autonomia. I tentativi di fornire rinforzi all'esercito di Annibale terminarono con un semi-fallimento nel 215 a.C. Il generale si rivolse alla diplomazia per trasformare la guerra a suo favore: era la prima alleanza con Filippo V di Macedonia, che cercava di aprire un nuovo fronte durante la prima guerra macedone, poi l'acquisizione di Siracusa nel 214, che viene perduta due anni dopo. Durante la campagna siciliana i romani assicurano la fedeltà delle città, anche con massacri preventivi come a Enna. Nel 211 a.C., Capua viene perduta da Annibale mentre Roma prende gradualmente posizione sul Barcide nell'Italia centrale e meridionale, costringendola a rimanere in Calabria.
Il fronte fu aperto in Spagna nel 218, con un susseguirsi di vittorie e battute d'arresto per Roma, poi l'intervento del futuro Scipione l'Africano che prese Cartagena nel 209 a.C. Asdrubale Barca, dopo essersi messo in mostra su questo terreno, va incontro a suo fratello, ma muore durante la Battaglia del Metauro 207 a.C., tagliando ogni speranza di rinforzi ad Annibale che riceve la testa nel suo campo. Scipione l'Africano gestisce anche l'inversione diplomatica di Siface e poi di Massinissa in modo che Cartagine venga presa al contrario, dopo aver firmato la pace con Filippo V di Macedonia nel 206 a.C. Il tentativo da parte di Magone Barca di attuare una rivolta ligure e celtica nel Nord Italia fu un fallimento nel 203 a.C.
Scipione porta quindi la guerra in Africa, nel 204 a.C., affrontando Siface che tornò all'alleanza punica, ma fallì davanti a Utica. Nel 203 a.C., batte Asdrubale e Siface nella Battaglia dei Campi Magni, con il tragico episodio della morte di Sofonisba. I colloqui di pace si svolgono nel 203, ma i termini non sono accettati da Roma. Un evento minore fa riprendere la guerra, la battaglia di Zama che sigilla il destino di Cartagine nel 202 a.C.: Massinissa e 10.000 cavalieri numidi fanno la differenza nonostante l'impegno di 80 elefanti da guerra che causano solo lievi danni attraverso un'abile manovra Scipione.
Cartagine perde tutti i suoi possedimenti ispanici, alla sua flotta è proibita qualsiasi rimilitarizzazione; Annibale fugge da lui e si rifugia a Hadrumetum. Perde inoltre l'essenza delle recenti conquiste sulla strada della Numidia. Incapace di fare la guerra senza fare riferimento a Roma, mantiene solo dieci navi da guerra. Inoltre, deve pagare una forte indennità di 10.000 talenti. Infine, Cartagine perde il suo status di potenza mediterranea. Nonostante la vittoria finale, questa guerra non soddisfa tutti i romani.
La rapida ripresa economica del loro rivale, che richiede invano il pagamento dopo dieci anni solo l'indennità di guerra su cinquant'anni, conferma ai romani la potenziale minaccia dei punici. Arricchita da un'attività orientata al commercio, Cartagine si è dotata in questi anni di un nuovo programma urbano sul fianco meridionale di Byrsa e di un vasto sviluppo dei suoi porti. Spinti dalla paura di dover ancora affrontare Cartagine, i romani arrivano a decidere, secondo la famosa parola di Catone il Vecchio (Delenda Carthago), che la distruzione totale della città nemica sia l'unico modo per garantire la sicurezza della Repubblica.

### "Secondo periodo interbellico (201-149 a.C.)" (Yann Le Bohec)
La seconda guerra punica logicamente ebbe importanti conseguenze per la società cartaginese e la sua economia, ma dopo il 201 a.C., viene sostenuta la ripresa economica di Cartagine, secondo una tesi di Gilbert Charles-Picard. Il motivo principale di questo rilancio economico è dovuto al forte dinamismo dei mercanti cartaginesi durante questo periodo. In diverse regioni del bacino del Mediterraneo (Sicilia, penisola iberica, Italia meridionale, Sardegna, Isole Baleari, Gallia meridionale, costa del Maghreb), gli archeologi hanno trovato una famosa ceramica con vetri neri che gli specialisti chiamano "ceramica punica tardiva"; è stata prodotta solo a Cartagine. Inoltre, la città importa quindi molte ceramiche chiamate "Campana A", il che dimostra che la città aveva i mezzi. Tuttavia, la città esporta anche tessuti, metalli (compresi stagno e argento), salumi e prodotti agricoli vari.
Questa ripresa economica, tuttavia, non permise a Cartagine di riconquistare il potere che era suo prima della Seconda Guerra Punica. Molte aree economiche erano in declino, conseguenza di un grave conflitto verificatosi poco prima, come la debolezza delle valute, il riutilizzo delle tombe o il basso numero di gioielli in oro. Inoltre, l'area di Cartagine è stata ridotta alla Chôra (territorio che corrisponde al nord dell'attuale Tunisia) e il re di Numidia Massinissa era in attesa di poter prendere una parte di questo territorio. Il re della Numidia aveva già aperto il suo regno sul mare dalla conquista delle zone puniche e di altre città vicino ala Piccola Sirte dal 193 a.C. Per Cartagine, una diminuzione del suo territorio significava meno uomini e meno soldi, ma anche meno mercenari.

### Terza guerra punica: distruzione di Cartagine
La terza guerra punica (149-146 a.C.) fu scatenata da un'offensiva romana in Africa che portò alla sconfitta e alla distruzione di Cartagine dopo un assedio di tre anni.

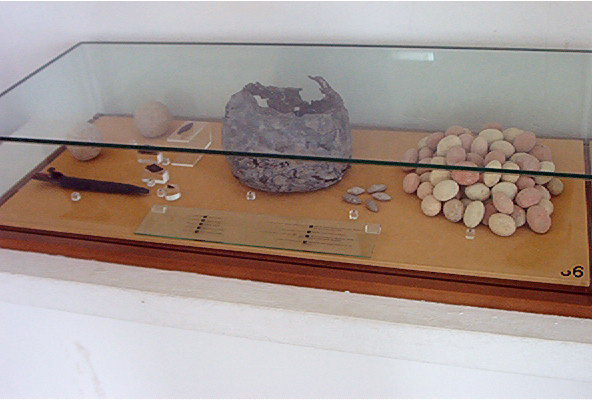
Vetrina con elementi dell'assedio al Museo Nazionale di Cartagine

Cartagine, che aveva riguadagnato una certa prosperità economica tra il 200 e il 149 a.C., è costretta a violare il trattato del 201 con Roma per essere trascinata in una guerra con i Numidi di Massinissa, lanciati in successive campagne per invadere il territorio africano, zona di influenza della città Punica, nel 193 a.C., 182 e infine 172 a.C. Nel 165-162, il re della Numidia prese gli empori della Piccola Sirte. Nel 151, l'ultima rendita dovuta a Roma viene definitivamente stabilita, ma Cartagine soffre delle intrusioni di Massinissa nella regione delle Grandi Pianure nel 153-152, dopo di che una richiesta di mediazione a Roma non diede alcun risultato. Nel 150, Cartagine decise di contrattaccare, forse per frenare l'espansione numide sotto la guida del suo re carismatico. Da allora in poi, una volta ottenuto il casus belli, il Senato romano decise una campagna per armare le truppe romane: l'assedio di Cartagine durerà tre anni, dal 149 al 146 a.C. Dopo aver chiesto 300 ostaggi, i romani espongono finalmente la loro volontà a una delegazione punica ad Utica nella primavera del 149 a.C.: Cartagine deve consegnare le sue armi e le sue macchine da guerra. Successivamente, i romani chiedono ai Punici di abbandonare la loro città e stabilirsi lontano dal mare.
I Cartaginesi si impegnano nella battaglia e l'intera popolazione aiuta a preparare la difesa della città, fornendo oro e persino cavalli. Guidati per la prima volta dai consoli Manilio e Censorino, che falliscono nel sistema difensivo della capitale punica, l'assedio viene infine guidato da Scipione Emiliano, soprannominato "Scipione il secondo africano". Scipione, console nel 147 a.C., che era stato nominato esecutore da Massinissa, riesce a deviare alcuni dei difensori della città ed evitare la sconfitta in diverse offensive.

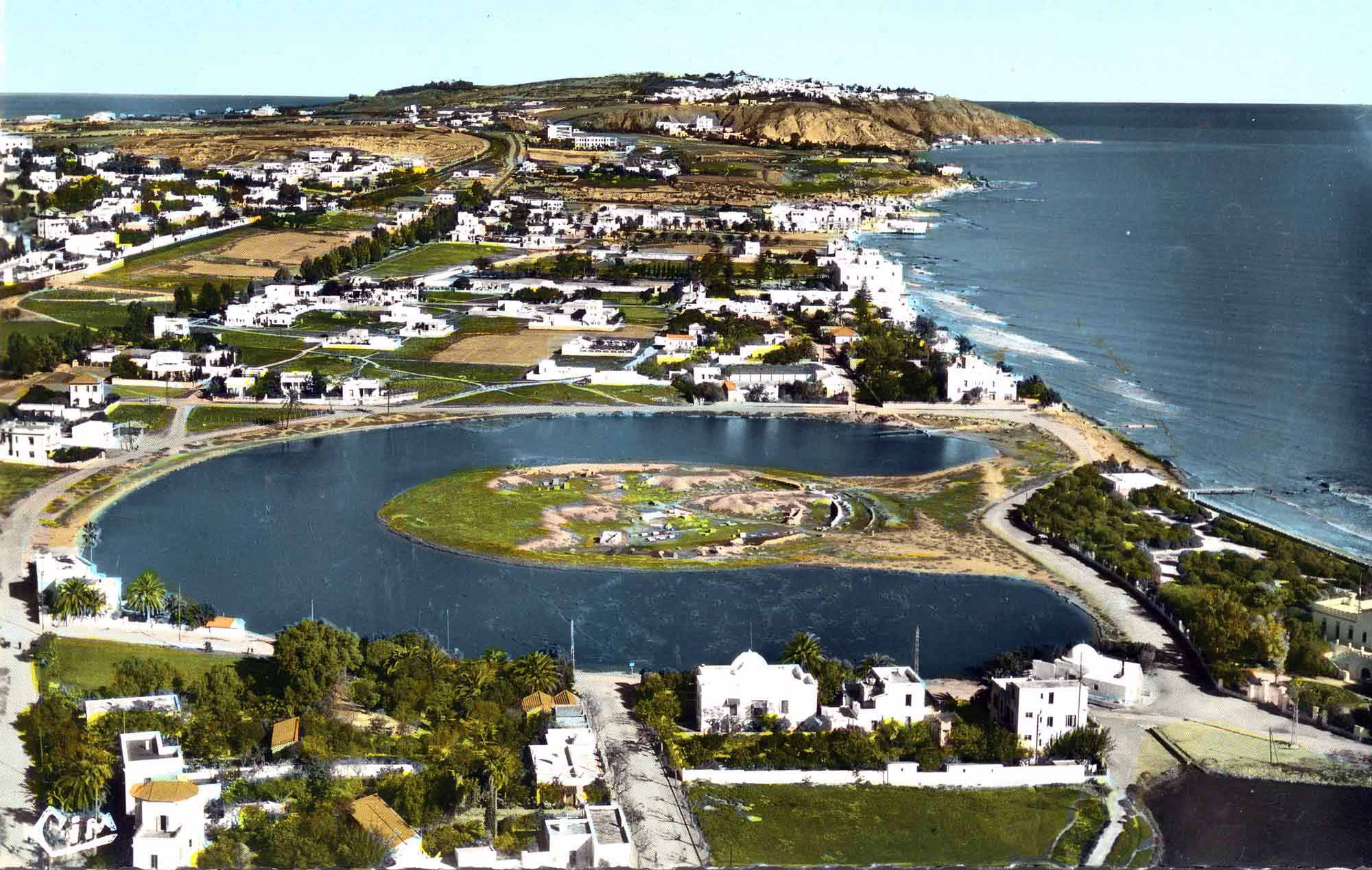
Area del porto punico, luogo di partenza per l'offensiva finale

Istituì un blocco della città installando il suo accampamento di fronte alle fortificazioni e costruendo una diga. I Cartaginesi riescono a realizzare di nave. Tuttavia, la posizione romana nell'area portuale, che consente di avvicinarsi alle macchine d'assedio, è rafforzata da 4.000 uomini in più nell'inverno 147-146.
L'assedio termina con l'assalto finale a marzo o aprile 146, seguito dalla distruzione totale della città. I soldati romani vanno di casa in casa uccidendo o schiavizzando la popolazione; le testimonianze sulla guerra di strada testimoniano una particolare ferocia e 50.000 persone vengono schiavizzate in questa fase. Il punto finale della città punica è la cittadella, situata sulla collina di Byrsa, che ospita 1.000 irriducibili. Sarebbe finito con il suicidio della moglie di Asdrubale il Boetarca che riproduceva il gesto di Elissa alle origini della città.
La caduta e l'incendio della città durarono per diciassette giorni. Cancellata dalla mappa, non lascia altro che rovine. Nel XX secolo, una teoria ha indicato che i romani spargevano sale sulle terre agricole di Cartagine per impedire la coltivazione della terra, una teoria che ora appare totalmente infondata, che l'Africa alla fine divenne il "granaio" di Roma. Il territorio dell'antica città è tuttavia dichiarato sacro, cioè maledetto.

## Cartagine dopo Qart Hadasht: dal dominio romano alla città bizantina

### Cartagine romana

Posizione della provincia romana dell'Africa

La fine della terza guerra punica segna l'istituzione della provincia romana dell'Africa con un'area di 25.000 km2 e protetta dalle velleità numidiche dalla fossa regia. Dopo la caduta di Cartagine, la sua rivale Utica, alleata dei romani, divenne la capitale della provincia e sostituì la prima come centro economico e politico regionale. Utica si trova ai margini del bacino di Medjerda, l'unico fiume nell'odierna Tunisia, che ha un flusso costante tutto l'anno, il che rappresenta una posizione vantaggiosa per essa. Tuttavia, il grano che cresce a monte aumenta il livello di limo che alla fine si deposita nel porto, costringendo Roma a ricostruire Cartagine.

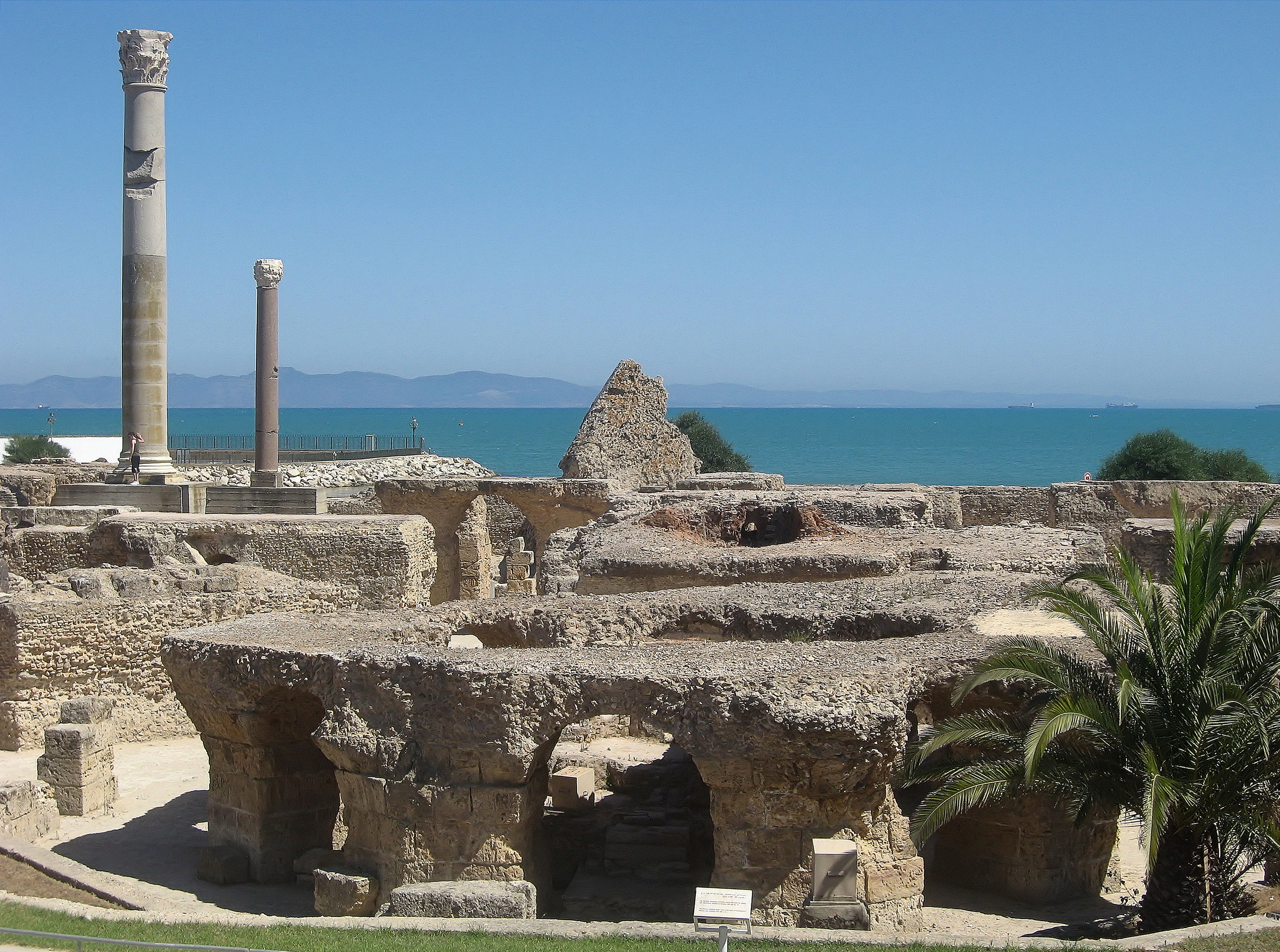
Rovine delle Terme di Antonino a Cartagine

Mentre i Gracchi, in particolare Caio Gracco, tenta nel 122 a.C. di stabilire una colonia di veterani sotto il nome di Colonia Junonia Carthago - Giunone è la corrispondente romana della dea Tanit - questo tentativo fallisce.Tuttavia, l'installazione lascia tracce nella campagna cartaginese che è occupata; le centuriazioni della penisola di Cartagine furono così evidenziate da Charles Saumagne. Giulio Cesare dichiara che Cartagine dovrebbe essere ricostruita, ma questa intenzione rimane lettera morta a causa del suo assassinio alle Idi di marzo nel 44 a.C. La ricostruzione è opera di Augusto nel 29 a.C. La nuova città prende il nome di Colonia Iulia Carthago: del vecchio nome sono apposti il nome della famiglia imperiale - gli Iulii - e la personificazione della concordia così desiderata dopo le guerre civili. La nuova Cartagine ha un obiettivo politico chiaramente dichiarato: promuovere la romanità e lanciare la romanizzazione nel Nord Africa, una regione che è sia libico-numidica che punica, come illustrato dai primi edifici pubblici. Il centro monumentale copre i resti della capitale punica, in particolare il foro installato dopo un notevole sviluppo della collina di Byrsa.
Questa colonia è inoltre dotata di un territorio molto vasto e ricco, che integra vecchie città africane, come Dougga, dove possono essere installati i veterani romani. La città diventa di nuovo la capitale amministrativa della provincia pro-consolare dell'Africa, sede del proconsole, mentre è affidata al Senato, perché, essendo di antica conquista, è considerata calma. Tuttavia, una coorte è di stanza in città per mantenere l'ordine ed eseguire gli ordini del proconsole. Questa calma dura continuativamente dalla fine del I secolo d.C. alla metà del III secolo d.C. Sotto Settimio Severo, Cartagine vede diminuire la sua primazia, le città che la compongono accedono effettivamente all'autonomia comunale. Si ritiene spesso che sia in cambio di questa perdita che ottiene lo ius italicum, un raro privilegio fiscale che beneficia anche, tra le altre città africane di Utica e Leptis Magna. Tuttavia, sembra piuttosto necessario separare le due misure e attribuire la concessione del diritto italico a Caracalla, quindi tra il 211 e il 217.

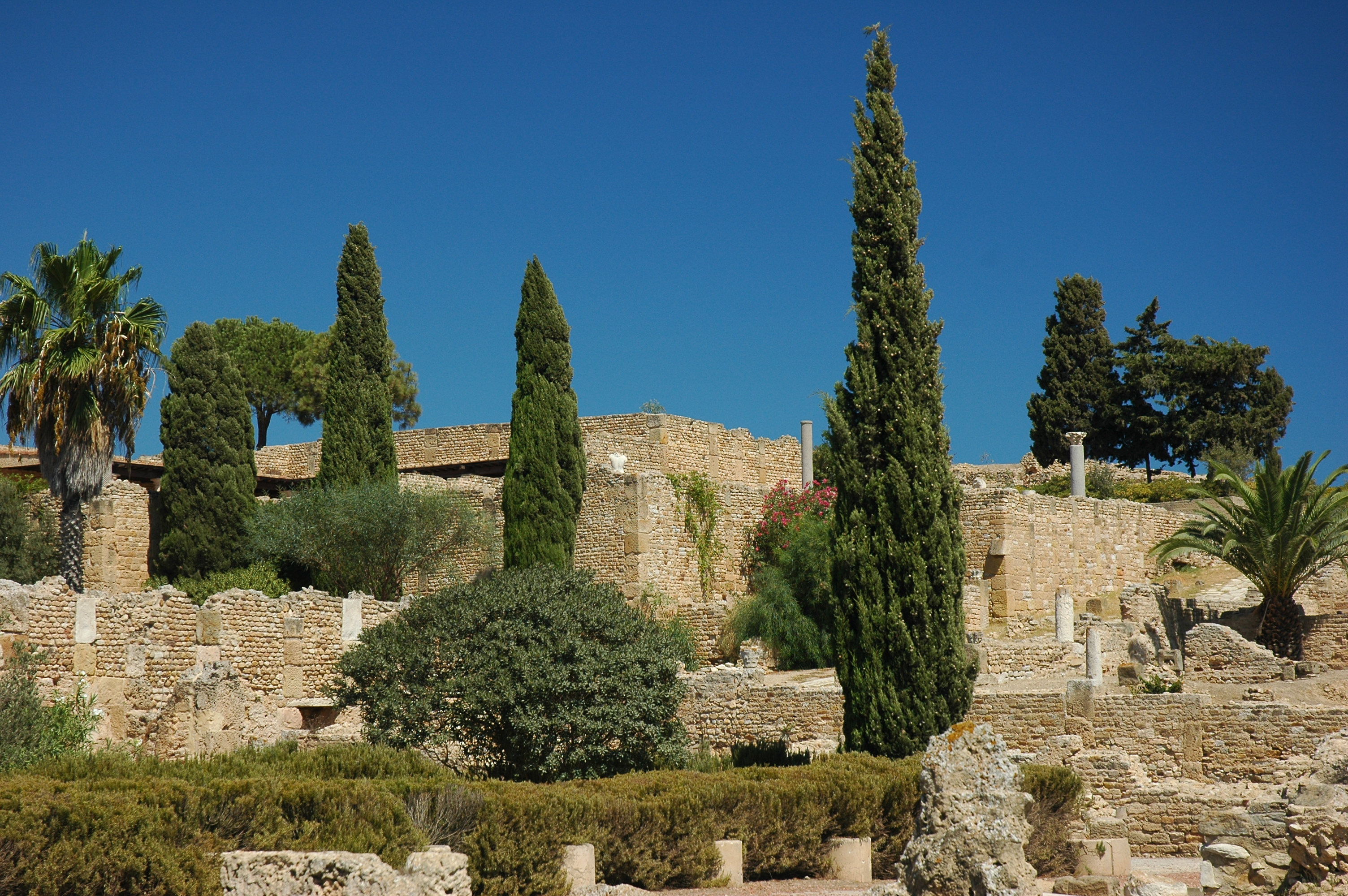
Rovine di ville nel parco delle ville romane a Cartagine

Poco dopo la fondazione della colonia, la città aveva riacquistato il suo antico rango e la prosperità. Divenne una delle città più importanti dell'Impero romano d'occidente a causa dell'arricchimento della provincia legato alle esportazioni verso Roma; grano, ma anche olio d'oliva sono destinati all'alimentazione del sistema dell'annona. La più grande prosperità sembra corrispondere all'ascesa dei Severi alla fine del II secolo e all'inizio del III secolo.

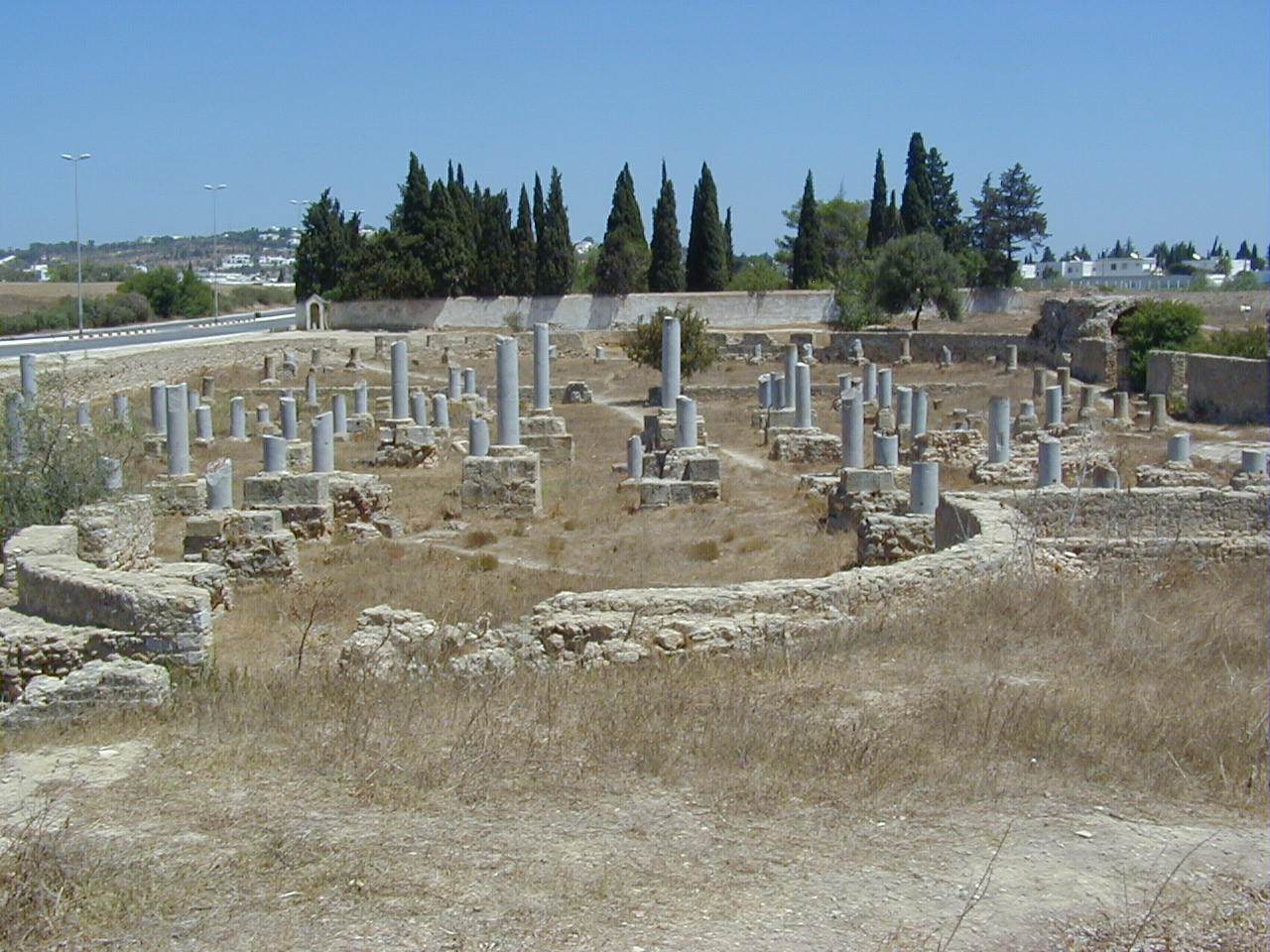
Basilica di Damous El Karita, un edificio religioso cristiano tra gli altri che testimonia la diffusione del cristianesimo a Cartagine

La popolazione è stimata tra 100.000 e 200.000 abitanti nel I e nel II secolo e 300.000 abitanti durante la conquista vandalica, per una città di 321 ettari.
La prosperità non sembra diminuire, seppure la colpiscono i disastri urbani: terremoti, incendi sotto Antonino Pio, conflitti politici e religiosi. Le crisi che scuotono l'Impero Romano nel III secolo hanno gravi conseguenze per la capitale proconsolare, tra cui l'usurpazione di Gordiano I e la repressione che ne seguì la caduta nel 238: la città viene saccheggiata, compresi i suoi templi. Allo stesso modo, dal 308 al 311, la città diventa la capitale dell'usurpatore Domizio Alessandro, ma viene saccheggiata durante la sua caduta. Cartagine subisce anche un terremoto nel 306 che colpisce principalmente la zona costiera e in seguito alla quale la città ha senza dubbio lottato per riprendersi. L'attività portuale riprese nell'area dell'ex porto militare e i restauri avvennero nei bagni di Antonino alla fine del secolo, tra il 388 e il 392.
Cartagine ha beneficiato delle riforme amministrative e finanziarie della fine del III e dei primi del IV secolo, in particolare quelli di Diocleziano, con l'Africa proconsolare divisa tra Zeugitana, Bizacena e Tripolitania. Il IV secolo è anche un periodo di prosperità economica che si esprime tanto nella vitalità degli edifici privati, con ville ricche, quanto in quella pubblica; edifici religiosi, con strutture per il cristianesimo dominante, in particolare le basiliche molto ricche, ne sono un esempio. Le ricostruzioni sono anche testimonianze della distruzione del secolo precedente. Il cristianesimo è fortemente consolidato, anche prima di Costantino, a causa del ruolo commerciale principale e del legame con un'importante comunità ebraica.
Le persecuzioni imperiali, tuttavia, sono esercitate con martiri alla fine del II secolo; San Cipriano, il suo primo vescovo, subì il martirio nel 258. Le persecuzioni di Diocleziano furono esercitate con una durezza particolare.
Questo carattere la rende un importante centro spirituale dell'Ovest. Patria di Tertulliano, San Cipriano o Sant'Aurelio vi sono originarie. Tertulliano ha potuto scrivere al governatore romano:
(Tertulliano, Apologetica, I, 6)
Il che significa che la nuova religione è ampiamente diffusa.

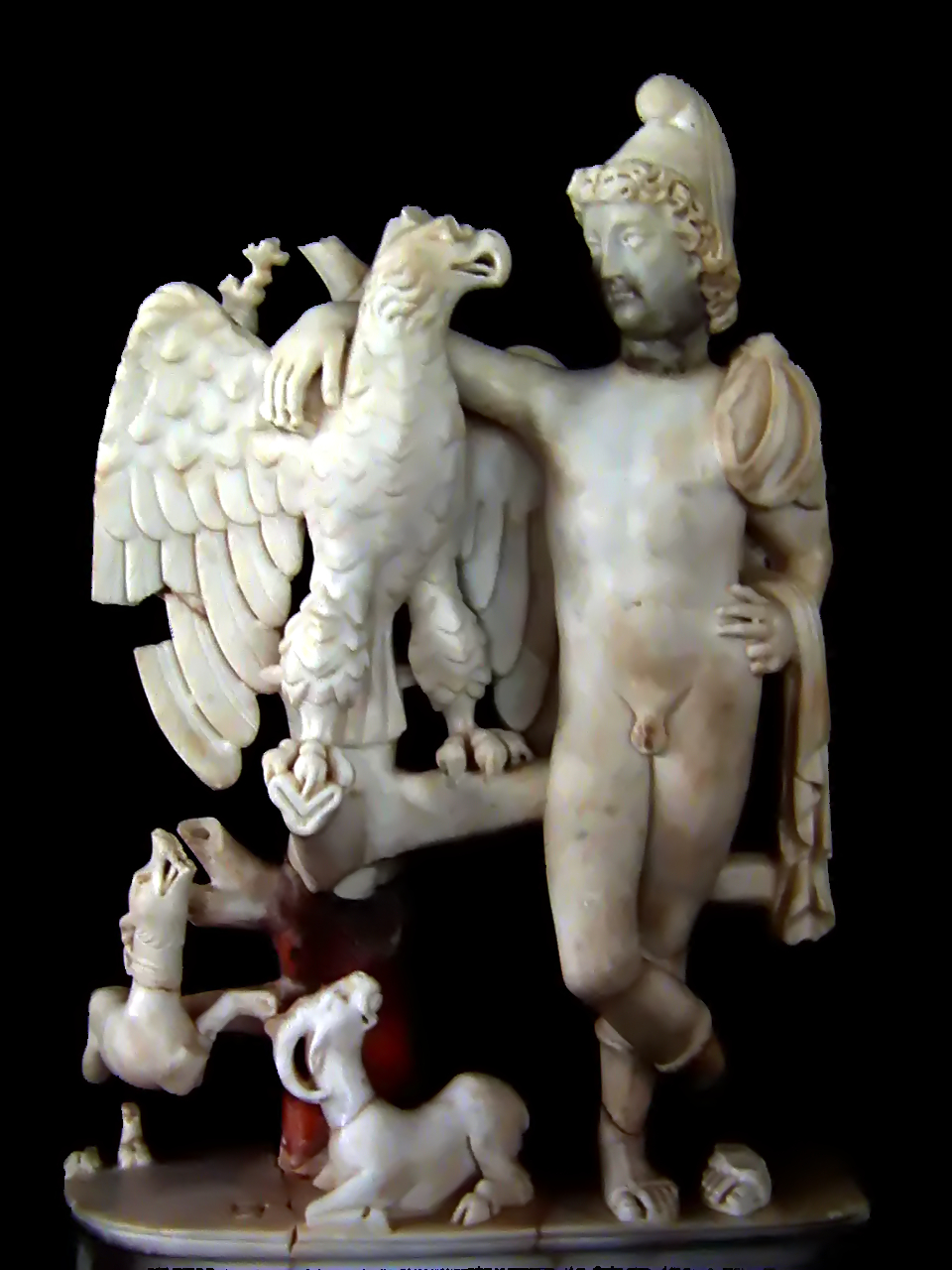
Statuetta di Ganimede, V secolo d.C., rubata nel novembre 2013 al Museo Paleocristiano di Cartagine

Una serie di concili di Cartagine comincia alcuni anni dopo con la partecipazione di 70 vescovi. Tertulliano si separò quindi dalla corrente rappresentata principalmente dal vescovo di Roma, uno scisma più grave sorse dalla controversia tra cattolici e donatisti. Esso nacque dalle persecuzioni e dall'apostasia di alcuni membri della Chiesa, incluso il vescovo di Cartagine, contro il quale Agostino di Ippona combatté molte volte. Nel 397, il canone biblico della Chiesa occidentale viene confermato nel Concilio di Cartagine. Nel consiglio del 1 giugno, 411, Agostino d'Ippona condanna l'eresia, che rimane comunque nel tempo. Anche il vescovo di Ippona condannò il pelagianesimo. Il periodo è tuttavia prospero.

### Secolo vandalo

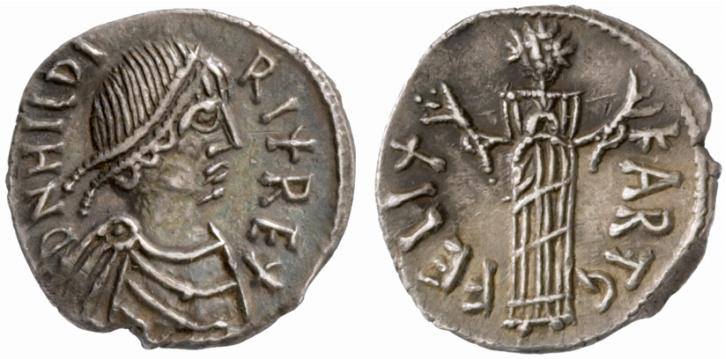
Moneta d'argento del re vandalico Ilderico

Cartagine e gli altri centri della provincia furono infine conquistati nel 439 dalle truppe vandale del re Genserico, che sconfissero il generale bizantino Bonifacio e trasformarono Cartagine nella capitale del suo regno: Genserico è un ariano, vale a dire un eretico in relazione al cattolicesimo istituito. Il periodo vandalico coincide con una ripresa della persecuzione sebbene si debba esercitare cautela sull'entità di tali persecuzioni; poiché le fonti sono essenzialmente cattoliche, sono quindi soggette ad accuse di parzialità. Tuttavia, alcune fonti che testimoniano le opere urbane non possono essere credute a causa dell'attuale stato dei resti.
Dopo un vano tentativo di riconquista nel V secolo, i Bizantini di Giustiniano sconfiggono i Vandali nel VI secolo. Il 15 ottobre 533, il generale bizantino Belisario entra a Cartagine ed evita il sacco della città.

### Cartagine bizantina

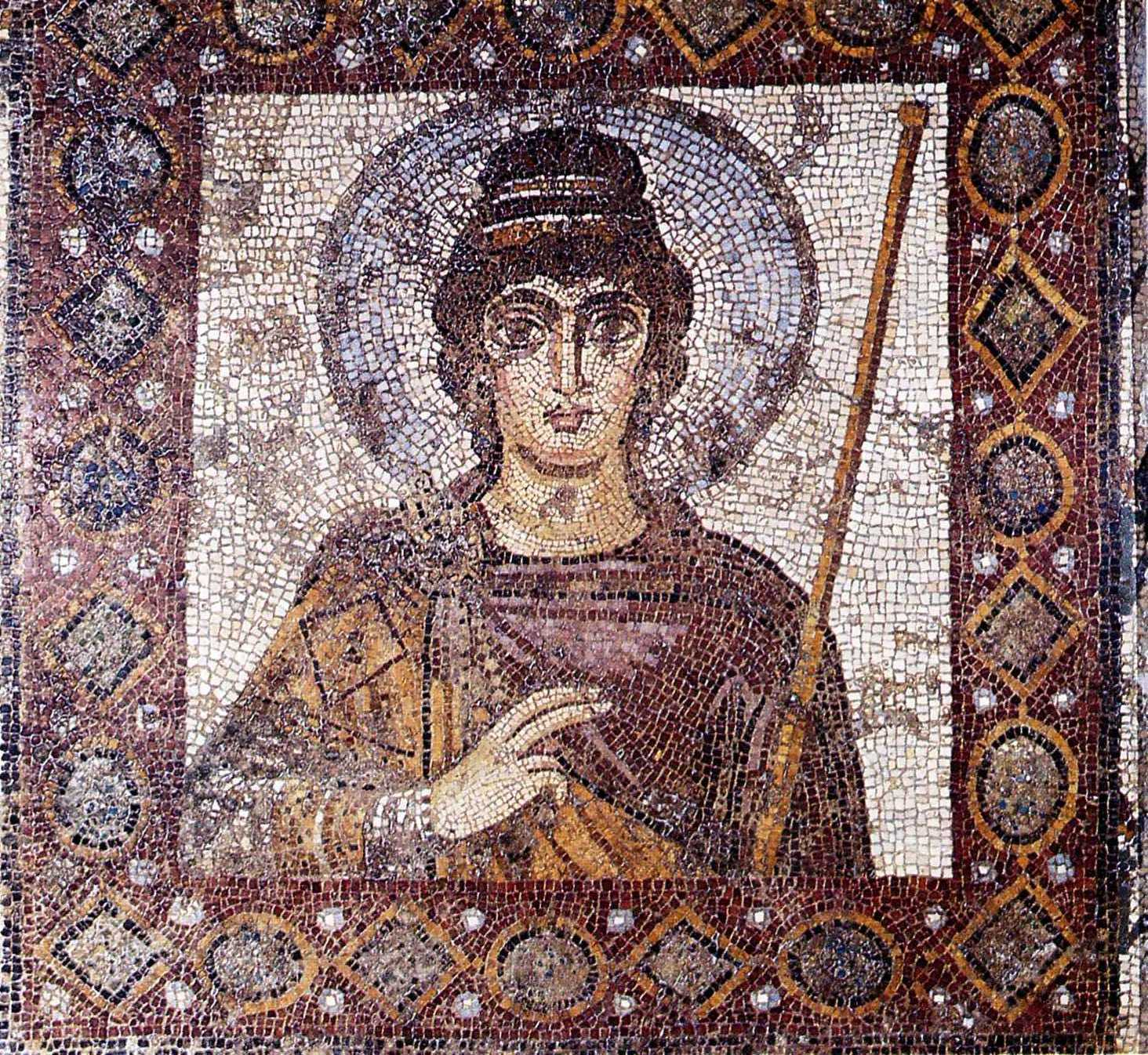
La signora di Cartagine, mosaico del VI secolo, museo nazionale di Cartagine

Giustiniano installò a Cartagine la sede della sua diocesi africana e cercò di restaurare la città e la provincia. All'indomani della crisi monotelista, gli imperatori bizantini, contrari alla Chiesa africana, si allontanarono da Cartagine.
Sotto il regno dell'imperatore Maurizio, Cartagine divenne un esarcato sull'immagine di Ravenna in Italia. I due esarcati costituiscono i bastioni di Bisanzio, perché rappresentano gli ultimi territori che ha ancora in Occidente. All'inizio del VII secolo, l'esarca di Cartagine di origine armena, Eraclio, riuscì a rovesciare l'imperatore Foca.
L'esarcato bizantino, tuttavia, non può resistere alle conquiste arabe del VII secolo. Il primo attacco viene lanciato dall'Egitto, senza molto successo, nel 647. Una campagna più efficace viene intrapresa tra il 670 e il 683. Nel 698, l'esarcato di Cartagine viene infine abbattuto da Hassan Ibn Numan alla testa di un esercito di 140.000 uomini; finendo per distruggere Cartagine proprio come i romani nel 146 a.C. Tunisi e soprattutto Kairouan fondate in questa occasione prendono il posto di Cartagine come centri regionali. La distruzione dell'Esarcato di Cartagine segna la fine dell'influenza romana e bizantina nel Nord Africa e l'ascesa dell'Islam nel Maghreb.

## Moderna Cartagine
La moderna Cartagine è un sobborgo di Tunisi, la capitale della Tunisia, situata nel sito dell'antica capitale dell'impero cartaginese. Cartagine fu poco più che un villaggio agricolo per novecento anni fino alla metà del XX secolo; da allora è cresciuta rapidamente come un sobborgo costiero di alto livello. Nel 2004 aveva una popolazione di 15.922 secondo il censimento nazionale, e una popolazione stimata di 21.276 nel gennaio 2013.
Nel febbraio 1985, Ugo Vetere, il sindaco di Roma, e Chedly Klibi, il sindaco di Cartagine, firmarono un trattato simbolico "ufficiale" che poneva fine al conflitto tra le loro città, che era stato presumibilmente esteso dalla mancanza di un trattato di pace per più di 2.100 anni. Cartagine è un'attrazione turistica. Il palazzo di Cartagine (il palazzo presidenziale tunisino), si trova in città.
La moderna Cartagine, al di là della sua vocazione residenziale, sembra essere investita di un affermato ruolo politico. La configurazione geografica di Cartagine, come vecchia penisola, salva Cartagine, dagli inconvenienti e degli imbarazzi di Tunisi e aumenta la sua attrattiva come luogo di residenza verso le élite. Se Cartagine non è la capitale, tende ad essere il polo politico, un "luogo di potere emblematico" secondo Sophie Bessis, lasciando a Tunisi i ruoli economici e amministrativi.